# Traktor

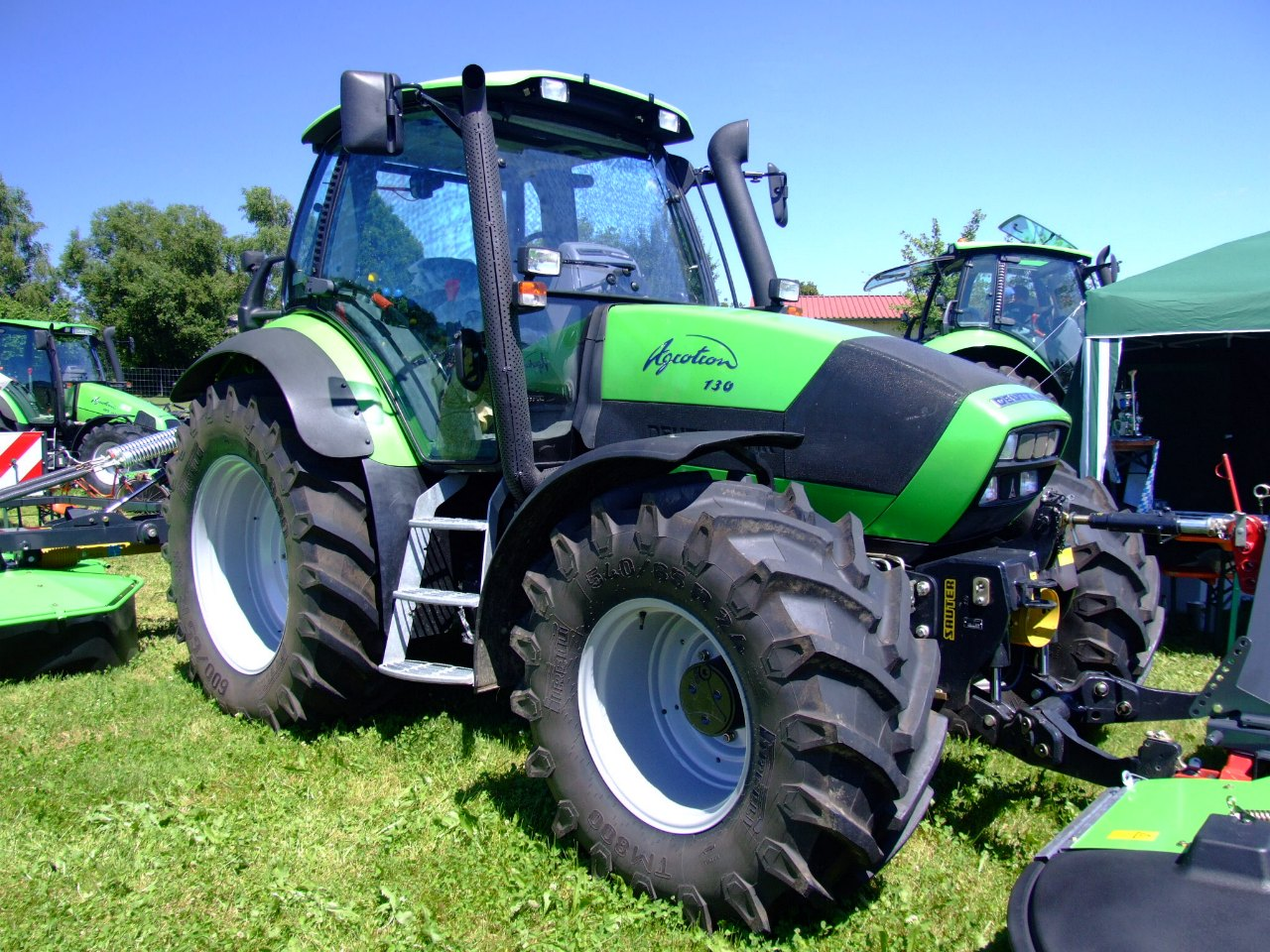
Deutz-Fahr Agrotron 130 – Ein Standardschlepper, die am weitesten verbreitete Traktoren-Bauform

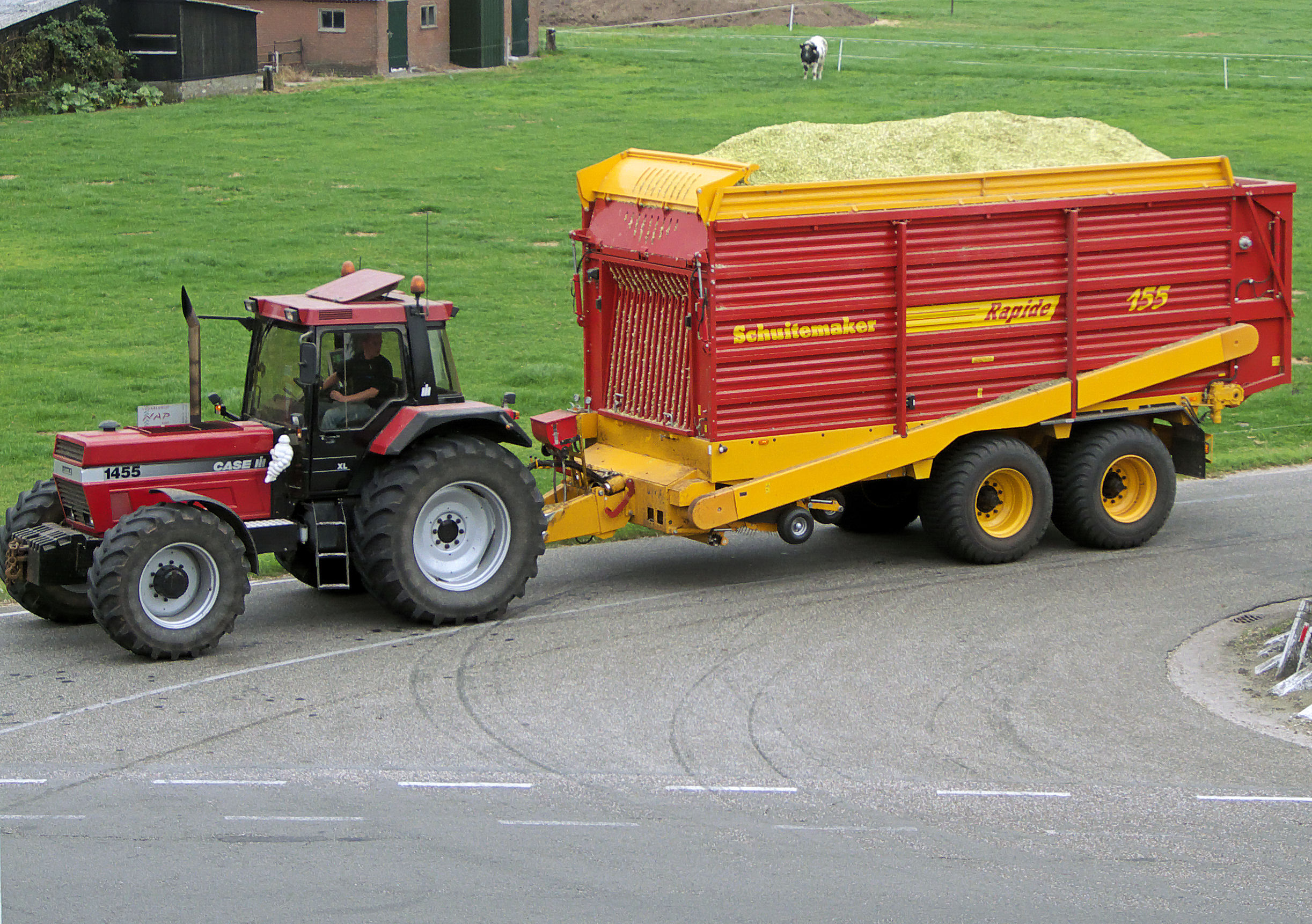
Case IH 1455 XL – typischer Traktor der 1980er/90er Jahre

Ein Traktor (Mehrzahl Traktoren, englisch Tractor, von lateinisch trahere ‚ziehen‘, bzw. ‚schleppen‘), je nach Region auch Trecker, Ackerschlepper, Schlepper oder Bulldog, ist eine Zugmaschine, die ursprünglich zum Ziehen von landwirtschaftlichen Maschinen auf dem Acker entwickelt wurde. Im Laufe der Zeit wurde der Traktor straßentauglich und an verschiedenen Stellen (sogenannten Anbauräumen) mit Geräteaufnahmen ausgestattet. Somit ist er heutzutage vielseitig einsetzbar und in beinahe allen Bereichen der Landwirtschaft zu finden. Er eignet sich zum Ziehen von Anhängern sowie zum Ziehen, Schieben, Heben, Tragen und Antrieb von unterschiedlichsten landwirtschaftlichen Maschinen.
Unter anderem aufgrund dieser Vielseitigkeit werden Traktoren neben der Landwirtschaft auch in der Forstwirtschaft, bei Kommunalbetrieben, im Gartenbau, im Einsatzwesen (Feuerwehr, THW), auf Flughäfen und im Bauwesen (Straßenbau, Erdbau, Garten- und Landschaftsbau) eingesetzt.
Da Traktoren insbesondere für Zugarbeiten auf unbefestigtem Grund und Ackerböden eingesetzt werden (z. B. zur Bodenbearbeitung), sind sie auf hohe Zugkraftübertragung auf den Boden, Geländegängigkeit und Robustheit hin konstruiert. Traktoren weisen daher häufig große Antriebsräder mit speziellem Reifenprofil, einen Allradantrieb und Differentialsperren auf.
In Nord- und Mitteldeutschland werden Traktoren auch mit dem Begriff Trecker bezeichnet, der aus dem plattdeutschen Wort trecken („ziehen“) abgeleitet ist. Im süddeutschen Raum wird als Synonym zu Traktor auch der Begriff Bulldog verwendet, der auf den Markennamen Lanz Bulldog zurückgeht. Die amtliche verkehrsrechtliche Bezeichnung für einen Traktor lautet in Österreich und Deutschland Zugmaschine.
In der Fachliteratur waren lange die Bezeichnungen Schlepper und Ackerschlepper üblich, der Begriff Traktor löste  erst in den 1980er und 1990er Jahren allmählich den Begriff Schlepper ab. In der 1986 erfolgten achten, neubearbeiteten Neuauflage des Lehrbuches Landtechnik Bauwesen ist noch durchgängig von Schlepper die Rede. Erst in der neunten neubearbeiteten Neuauflage von 1998 wird Traktor verwendet.

## Geschichte

### Ab den 1870er-Jahren – Dampftraktoren

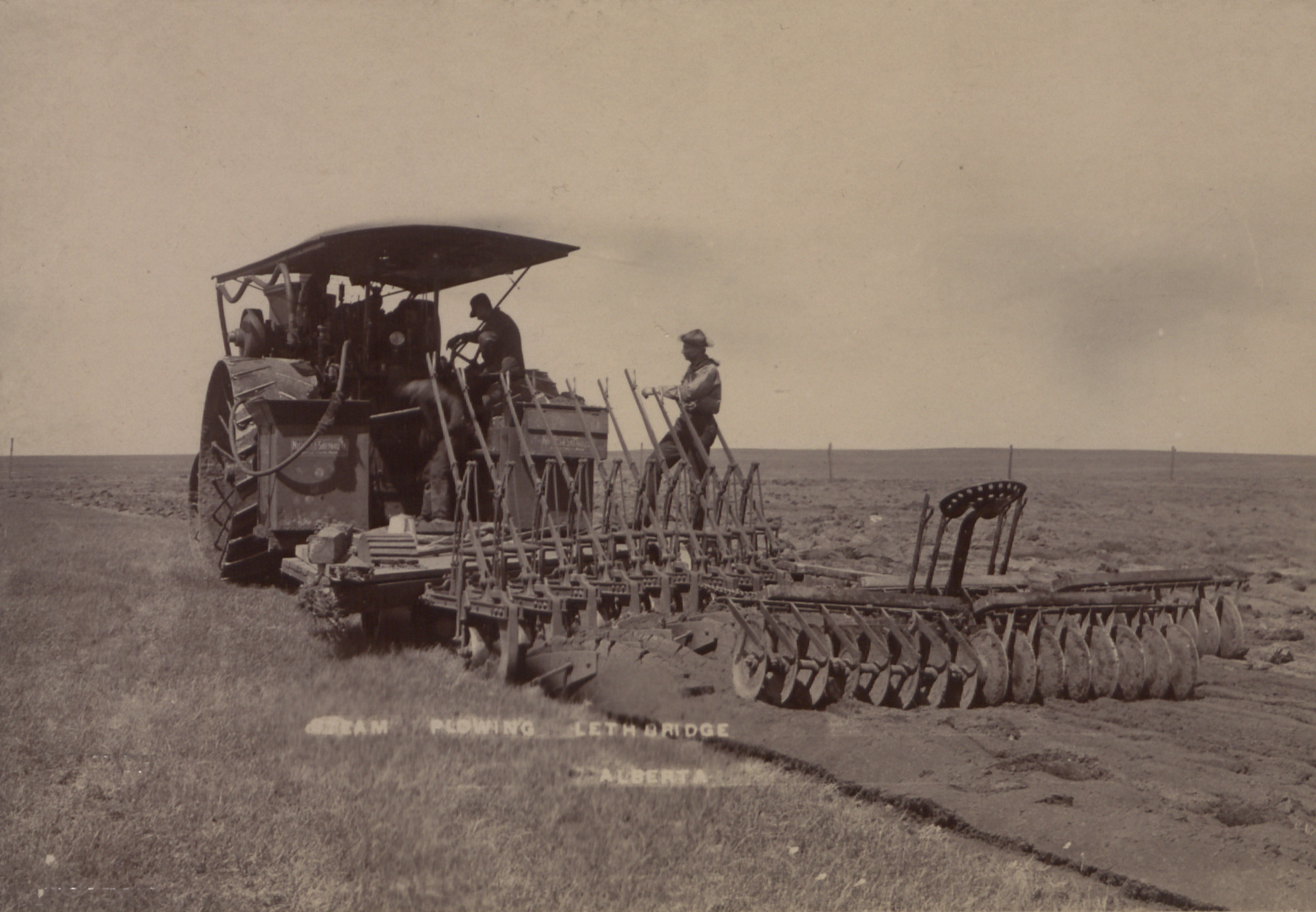
Dampftraktor beim Pflügen in der kanadischen Provinz Alberta, 1910

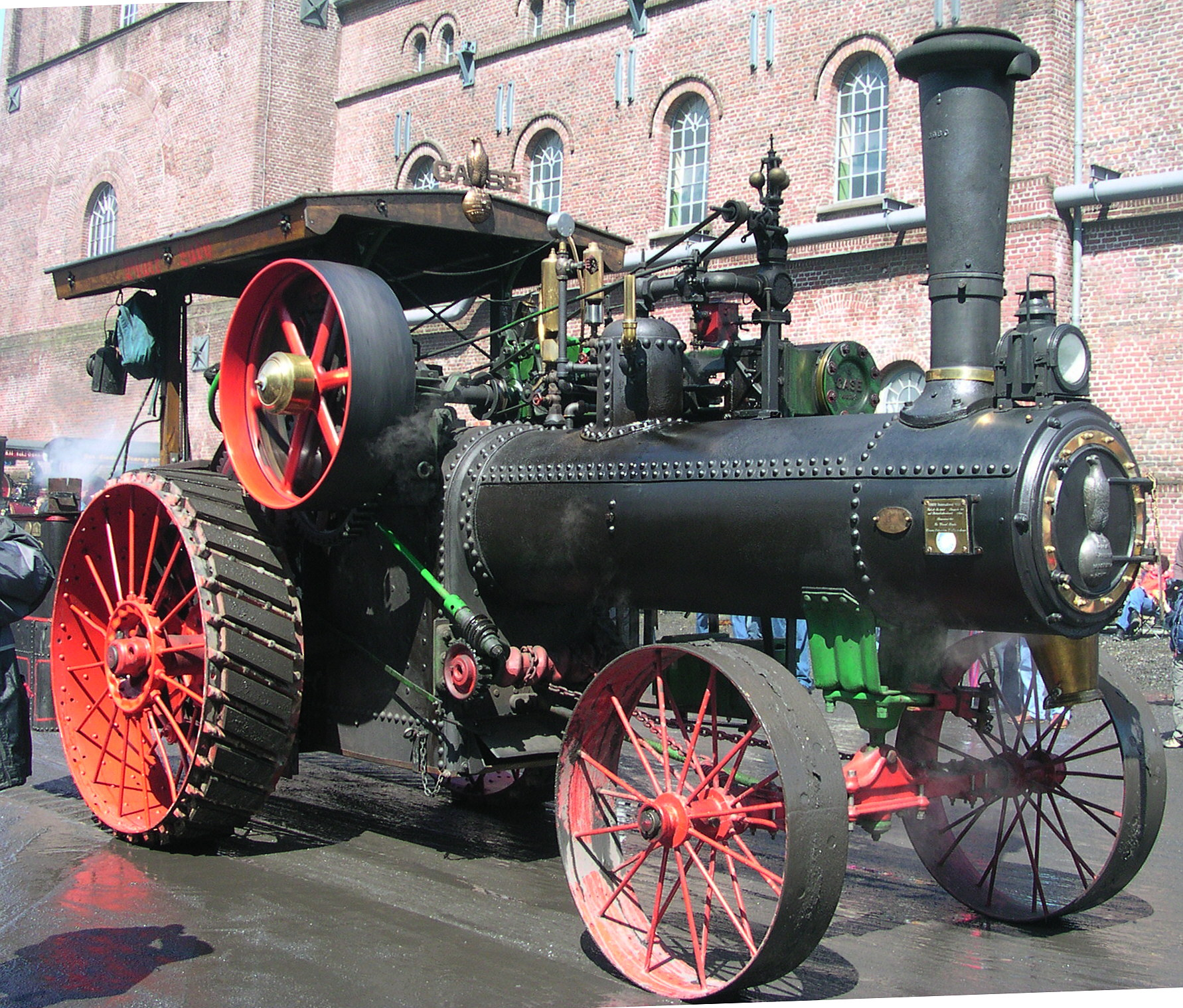
CASE-Dampftraktor, Baujahr 1911

Bald nach Erfindung der Dampfmaschine gegen Ende des 18. Jahrhunderts versuchte man, den bislang allein vorherrschenden Zug der Ackergeräte mittels Zugtier durch die neue Kraftmaschine zu ersetzen. Ab den 1870er Jahren fand dann die Verwendung selbstfahrender Lokomobile, also Dampftraktoren, zum unmittelbaren Zug von landwirtschaftlichen Geräten zunehmend Verbreitung. Aufgrund des hohen Gewichts einer Lokomobile im Vergleich zur Antriebsleistung eigneten sich diese aber nur auf besonders tragfähigen Böden wie denjenigen der amerikanischen Prärie, nicht jedoch auf den verbreitet tiefgründigeren und weniger tragfähigen Ackerböden Europas. Abhilfe bot insoweit eine Erfindung des Engländers Heathcote, durch die Ackergeräte mittels Seilzug von am Feldrand stehenden Lokomobilen, den sogenannten Pfluglokomotiven über das Feld gezogen wurden. Namhafte Hersteller von Dampftraktoren waren beispielsweise Marshall, Mc Laren, Fowler oder Burell in Großbritannien sowie Wolf, Kemna oder Lanz in Deutschland.

### Ab 1892 – Schwere Traktoren mit Verbrennungsmotor

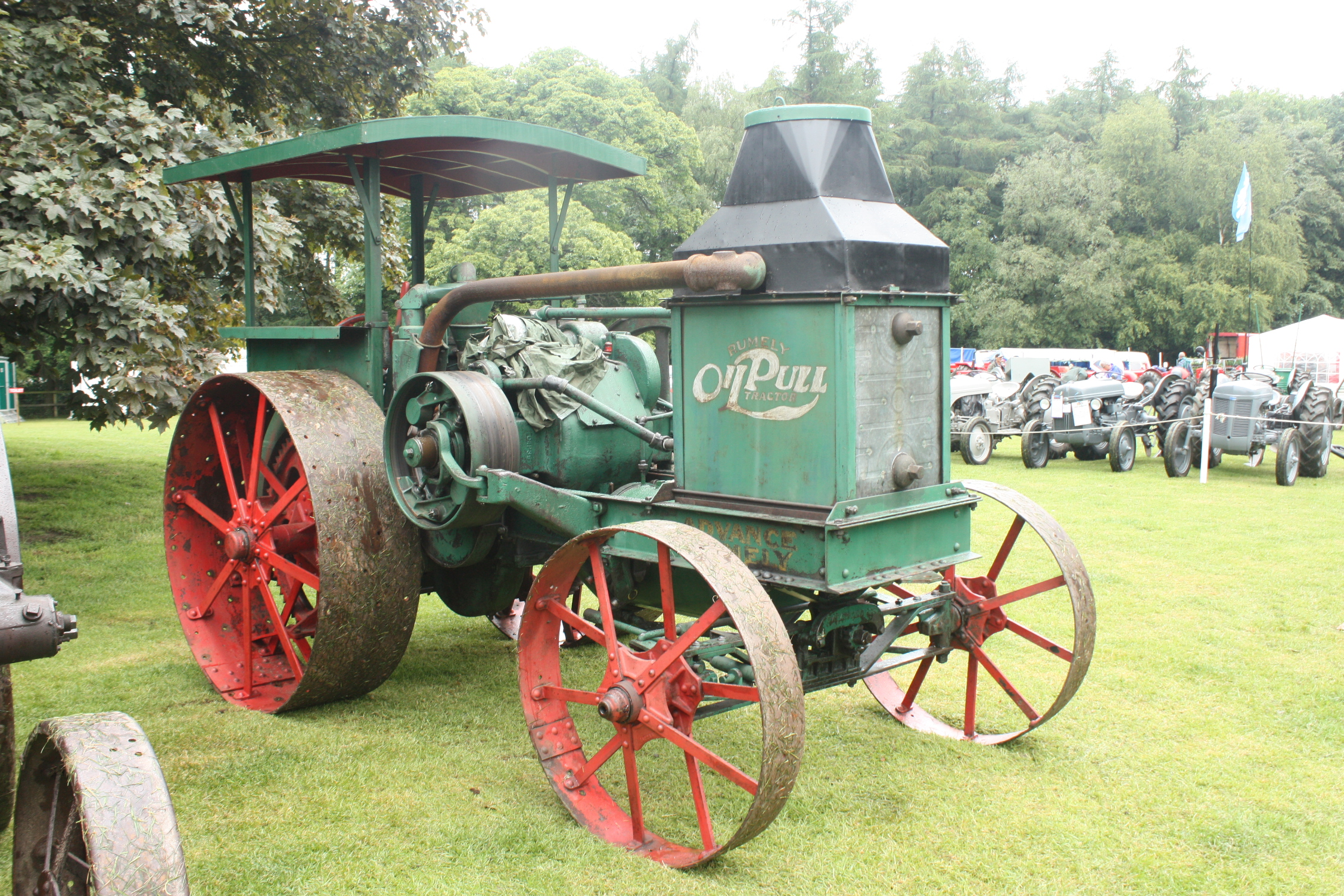
Rumely Oil Pull, Modell H – Traktor mit Verbrennungsmotor

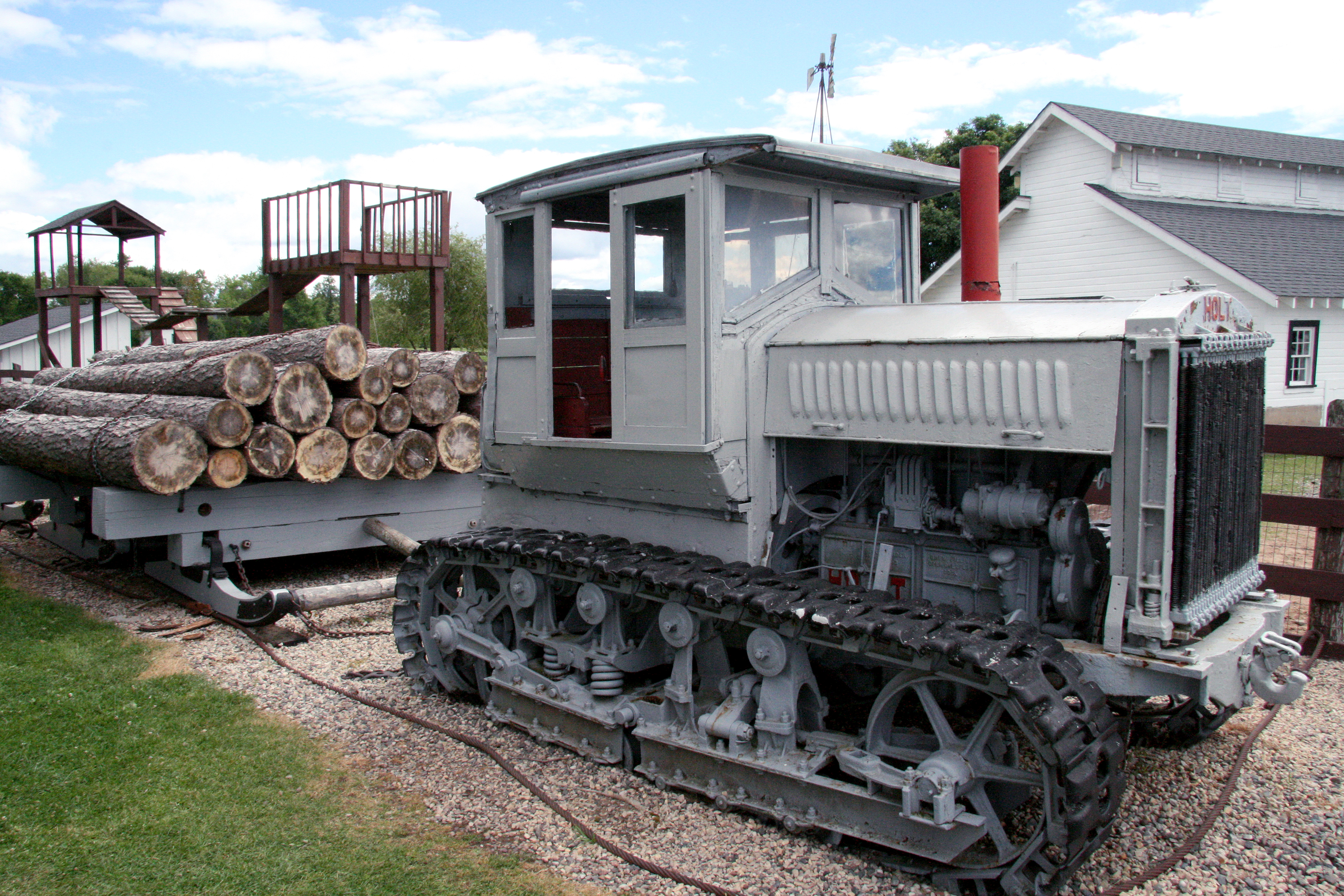
Gleiskettentraktor mit Verbrennungsmotor der Firma Holt

Mit zunehmender Verbreitung des Verbrennungsmotors ab etwa der Jahrhundertwende vom 19. zum 20. Jahrhundert wurden motorisierte Tragpflüge in der Landwirtschaft eingesetzt. Etwa zeitgleich wurden auch Traktoren mit Verbrennungsmotoren ausgerüstet. Sie unterschieden sich jedoch in Konstruktion, Aussehen und Abmessungen (Leistungsgewichte um 100–120 kg/PS) noch nicht wesentlich von den Dampftraktoren und waren daher auch nur unter ähnlichen Bedingungen einsetzbar. 1892 erfand der deutschstämmige US-Amerikaner John Froehlich einen Traktor mit Verbrennungsmotor. Typische Beispiele dieser Traktorenentwicklung sind der Marshall Colonial Tractor der Firma Marshall, Sons & Co., Gainsborough, Vereinigtes Königreich, oder der Rumely Oil Pull von Advance-Rumely, La Porte, Indiana, USA. 1909 stellte die Motorenfabrik München-Sendling den ersten Traktor her.

### Ab 1917 – Leichte, kostengünstige Traktoren mit Ottomotor verbreiten sich im englischsprachigen Raum

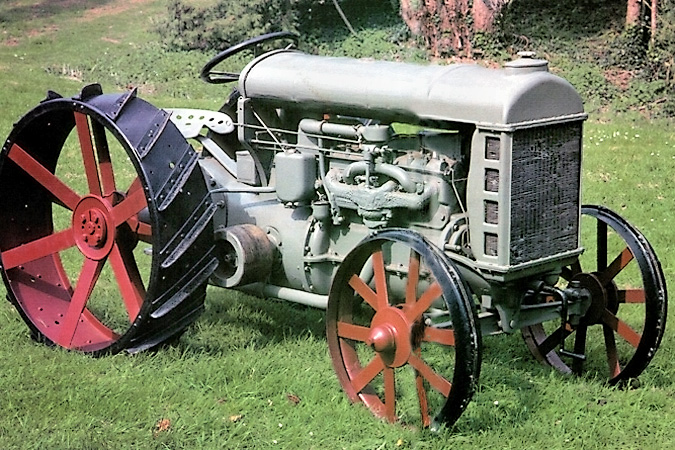
Fordson Model F aus dem Jahr 1917

Ein Entwicklungssprung weg von den schweren und kapitalintensiven Dampftraktoren gelang erstmals Fordson in den USA mit dem 1917 vorgestellten Model F mit Vierzylinder-Ottomotor, bei dem erstmals die auch heute noch im Traktorenbau weit verbreitete rahmenlose Blockbauweise zur Anwendung kam. Der rund 20 PS starke Fordson mit seinem niedrigen Leistungsgewicht von 62 kg/PS (Eigengewicht: 1230 kg) erlaubte auch den Einsatz auf wenig tragfähigen Böden; rationelle Massenfertigung ermöglichte zudem erstmals einen sehr günstigen Preis von 750 US-$ (1917). Der Fordson bewirkte vor allem in der Landwirtschaft in den USA und auf den britischen Inseln in kurzer Zeit einen Motorisierungsschub, sodass bis 1920 bereits rund 100.000 Fordson im Einsatz waren.

### Ab Mitte der 1920er-Jahre – Mechanisierung der Landwirtschaft in Deutschland

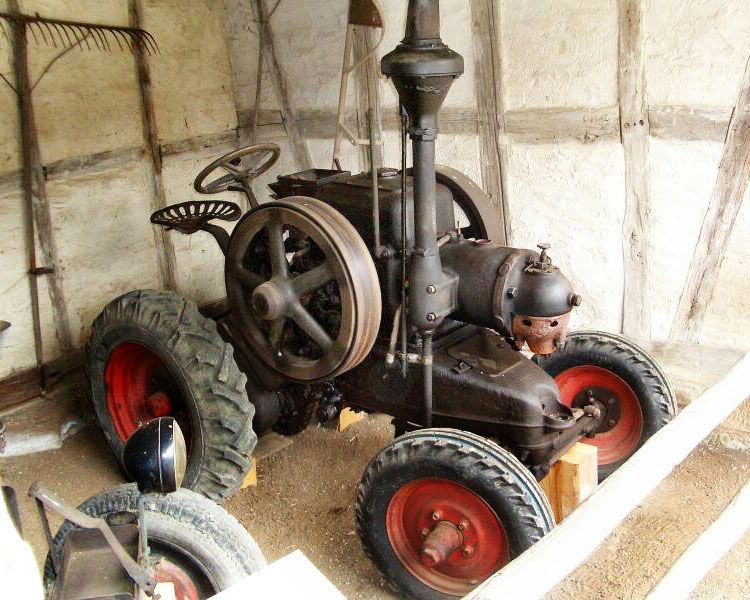
Lanz Bulldog Typ HL (Bj. 1928): Einzylinder-Zweitakt-Glühkopfmotor, 6,2 Liter Hubraum, 12 PS

Eine vergleichbare Entwicklung in der Mechanisierung der Landwirtschaft setzte in Deutschland erst ab Mitte der 1920er Jahre insbesondere mit Produktionsbeginn 1921 des ersten Lanz-Traktorenmodells, dem Bulldog HL12 mit robustem und kostengünstigen Glühkopfmotor, der als Vielstoffmotor nur geringe Anforderungen an den Treibstoff stellte und auch mit dem in Deutschland erheblich billigeren Rohöl betrieben werden konnte. Diese sehr bekannten und verbreiteten „Bulldog“-Traktoren mit Glühkopfmotoren wurden auch nach dem Zweiten Weltkrieg noch weiter gefertigt und weiterentwickelt und dienten als Vorbild für viele Nachbauten weltweit. Lanz Bulldog erzielen heute Liebhaberpreise und sind wohl bei jedem Treffen historischer Traktoren zu finden. In verschiedenen Gegenden Deutschlands entwickelte sich der Name Bulldog umgangssprachlich zum Synonym für den Begriff Traktor. Das Lanz-Werk in Mannheim wurde 1956 von John Deere übernommen und gilt heute als größte Traktorenfabrik Europas.

### Ab den 1930er-Jahren – Der Dieselmotor beginnt sich durchzusetzen

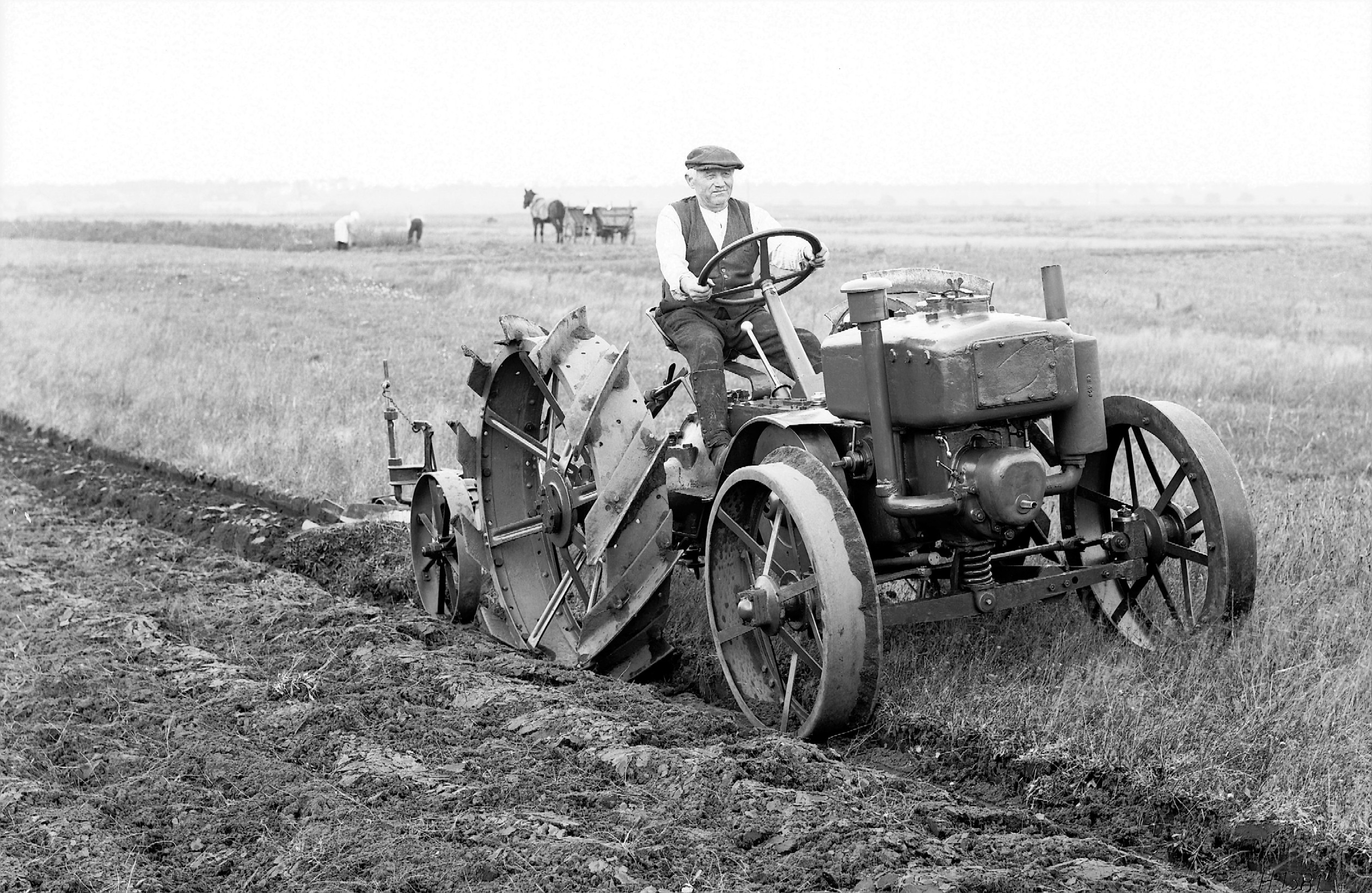
Mercedes-Benz Dieselschlepper OE mit Stahlgreiferrädern auf der angetriebenen Hinterachse. Produktionszeitraum: 1928–1935. Einer der ersten Traktoren mit Dieselmotor.

Ab Beginn der 1930er Jahre setzte sich in Europa, maßgeblich mit dem Erfolg der Deutz-Traktoren der Modellreihen MTH (ab 1924), sowie FM 315 (ab 1933) und FM 414 „Bauernschlepper“ (ab 1936), auch zunehmend der Dieselmotor als Antriebsquelle durch, während in Amerika noch längere Zeit verbreitet auch Ottomotoren zum Einsatz kamen.

### In den 1950er-Jahren – Schlepperboom in Deutschland
Nach dem Zweiten Weltkrieg kam es den 1950er Jahren in Deutschland zu einem Schlepperboom, bei dem eine immense Nachfrage nach Traktoren vorherrschte, worauf viele Firmen begannen Traktoren herzustellen. Als der Markt gesättigt war, verschwanden viele Hersteller wieder von der Bildfläche.

### Ab 1960 – Der Dreipunkt-Kraftheber und die Zapfwelle steigern Vielseitigkeit und Effektivität
Wegweisend in der Traktorenentwicklung waren auch die Erfindungen des hydraulischen Dreipunkt-Krafthebers durch Harry Ferguson und der Zapfwelle, die sich ab ca. 1960 am Markt durchsetzten. Somit war der Traktor fortan keine reine Zugmaschine mehr, sondern konnte auch verschiedenste Anbaugeräte aufnehmen und antreiben.

### 1970 – Sicherheit rückt stärker in den Fokus
Nachdem durch den Schlepperboom die Mechanisierung der Landwirtschaft sehr weit vorangeschritten war und Traktoren in großer Stückzahl auf deutschen Bauernhöfen eingesetzt wurden, häuften sich auch Unfälle. Somit rückte auch die Sicherheit von Traktoren stärker in den Fokus der zuständigen Behörden und Organisationen. Seit Jahresbeginn 1970 müssen gemäß Unfallverhütungsvorschrift alle in den Verkehr kommenden Traktoren mit einer Umsturzschutzvorrichtung (Überrollbügel) ausgestattet sein. Bestandsfahrzeuge mussten bis zum Jahresbeginn 1977 nachgerüstet werden. Aus der Unfallstatistik geht hervor, dass diese Maßnahme die Zahl der Toten und Verletzten in diesem Zusammenhang deutlich reduziert konnte.
Bis in die 1960er Jahre hatten Traktoren eher geringe Motorleistungen, dafür jedoch hohe Drehmomente und stark untersetzte Getriebe. Die Höchstgeschwindigkeit lag im Bereich von 15–25 km/h. Moderne Traktoren haben vielfach über 100 kW Motorleistung und einzelne Typen, wie der Fastrac, können eine Geschwindigkeit bis zu 80 km/h erreichen.

## Konstruktion

### Bauformen
Traktoren werden in sehr unterschiedlichen Bauformen hergestellt. Die Mehrheit der Traktoren wird nach dem Konzept Standardschlepper gebaut.

#### Standardschlepper
Schon zu Zeiten der Dampftraktoren folgten die meisten Traktoren dem gleichen Konzept:
- Vier Räder
- Hinten eine angetriebene Achse mit großen Rädern zur Zugkraftübertragung
- Vor der Hinterachse befinden sich das Getriebe und der Motor
- Vorn eine gelenkte Vorderachse mit kleineren Rädern
- Der Fahrer befindet sich über der Hinterachse

Diese Bauform setzte sich bis heute durch. Entsprechende Fahrzeuge werden als Standardschlepper bezeichnet.
Der charakteristische Größenunterschied der Räder ermöglicht einen kleineren Wendekreis, da kleinere und schmälere Vorderräder einen größeren Lenkeinschlagswinkel ermöglichen. Die nicht gelenkten breiteren Hinterräder mit größerem Durchmesser ermöglichen es höhere Zugkräfte zu übertragen und üben aufgrund der größeren Aufstandsfläche einen geringeren Druck auf den Boden aus. Standardschlepper sind in der Regel dahingehend konstruiert, dass das Eigengewicht größtenteils auf der Hinterachse lastet. Zusätzlich wird bei Zugarbeiten die Hinterachse be- und die Vorderachse entlastet. Insbesondere bei Geräten im Dreipunkt-Kraftheber.
Die Position über der Hinterachse ermöglicht dem Fahrer das gesamte Fahrzeug bei Vorwärtsfahrt zu überblicken und gleichzeitig gewährleistet es eine gute Sicht auf die Heckanbaugeräte. Früher war diese Position auch konstruktiv vorteilhaft, da der Fahrer sich so in unmittelbarer Nähe von Hinterradbremse, Kupplung und Getriebe befindet. So konnte der Übertragungsweg zwischen den Bedienelementen (Pedale, Hebel) und den zu bedienenden Komponenten kurz und unkompliziert gehalten werden.
Bei modernen Standardschlepper verfügt die Vorderachse über eine Achsschenkellenkung und meist über einen zuschaltbaren Allradantrieb. Sie sind in der Regel in Blockbauweise oder Halbrahmenbauweise hergestellt.

#### Mit dem Standardschlepper konkurrierende Bauformen
- Knickschlepper
Knicklenkung findet vor allem bei Forsttraktoren, Sonder-Bauformen und Großtraktoren Anwendung (z. B. Kirowez K-700).
- Raupenschlepper
Traktoren auf Gleisketten mit Panzerlenkung. Die Panzerlenkung ermöglicht eine äußerst hohe Wendigkeit bis hin zum Wenden auf der Stelle.
  - Heutzutage ist diese Bauart vor allem bei Großtraktoren und für Spezialanwendung zu finden.
  - In der Sowjetunion wurden solche Traktoren über viele Jahrzehnte für den landwirtschaftlichen Gebrauch in Großserie hergestellt. Beispiele sind der SChTS-NATI, DT-54, der T-74 oder der DT-75.
  - Diese Bauform ist zu unterscheiden von anderen Traktorbauformen, die lediglich mit einem Raupenlaufwerk statt Rädern ausgestattet werden, jedoch über eine konventionelle Lenkung verfügen. Zu den allgemeinen Vor- und Nachteilen von Gleisketten an Traktoren siehe das Kapitel Gleiskettenlaufwerke
- Agrar-LKW und der Unimog
Schnellaufende Geräteträger und Zugmaschinen.
- Systemschlepper/Geräteträger
  - klassische Geräteträger (z. B. Fendt GT, Claas Huckepack)
Der Geräteträger hat vorn vor oder über dem Unterflurmotor einen weiteren Anbauplatz für zusätzliche Arbeitsmaschinen (alternativ eine Ladepritsche).
  - Tracschlepper
Systemschlepper mit vier gleich großen Rädern und einer mittig angeordneten Kabine (z. B. MB-trac, Claas Xerion).
- Fahrzeuge mit sechs (Fendt Trisix) oder acht Rädern (Deutz-Fahr Agro XXL).
Es handelt sich hierbei nur um Prototypen.
- Traktoren mit drei Rädern
Sie haben mittlerweile an Bedeutung verloren (z. B. Fahrzeuge der Marke Ritscher). Dreiräder sind hauptsächlich nur noch bei den selbstfahrenden Arbeitsmaschinen zu finden. (z. B. von Horsch)

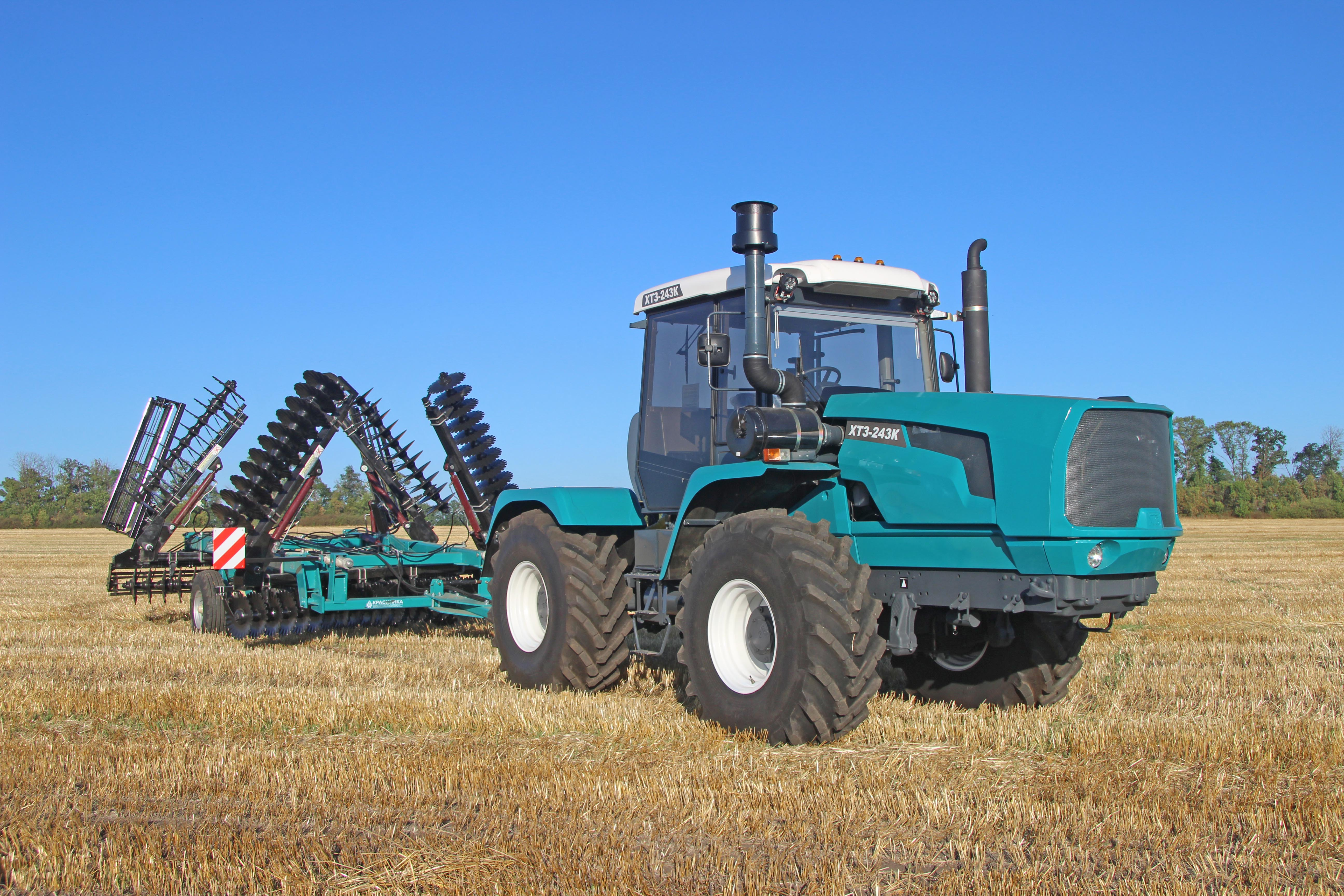
ChTS-243K – Ein Knickschlepper
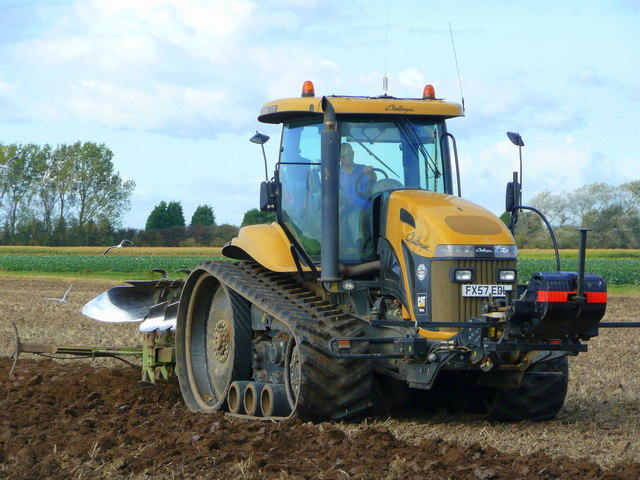
Ein Raupenschlepper mit Gummiraupenfahrwerk von Challenger
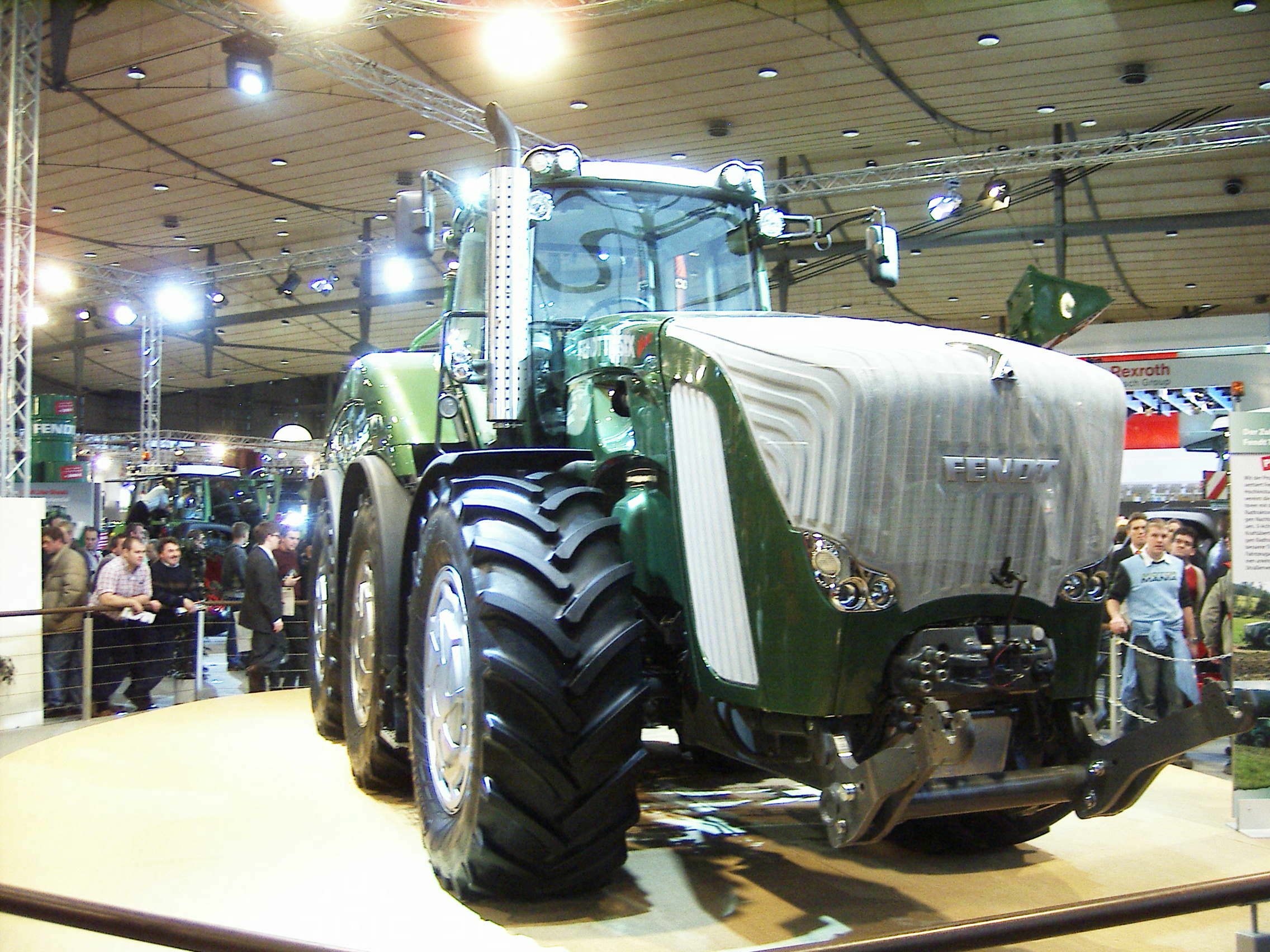
Dreiachsiger Fendt Trisix – Ein Prototyp
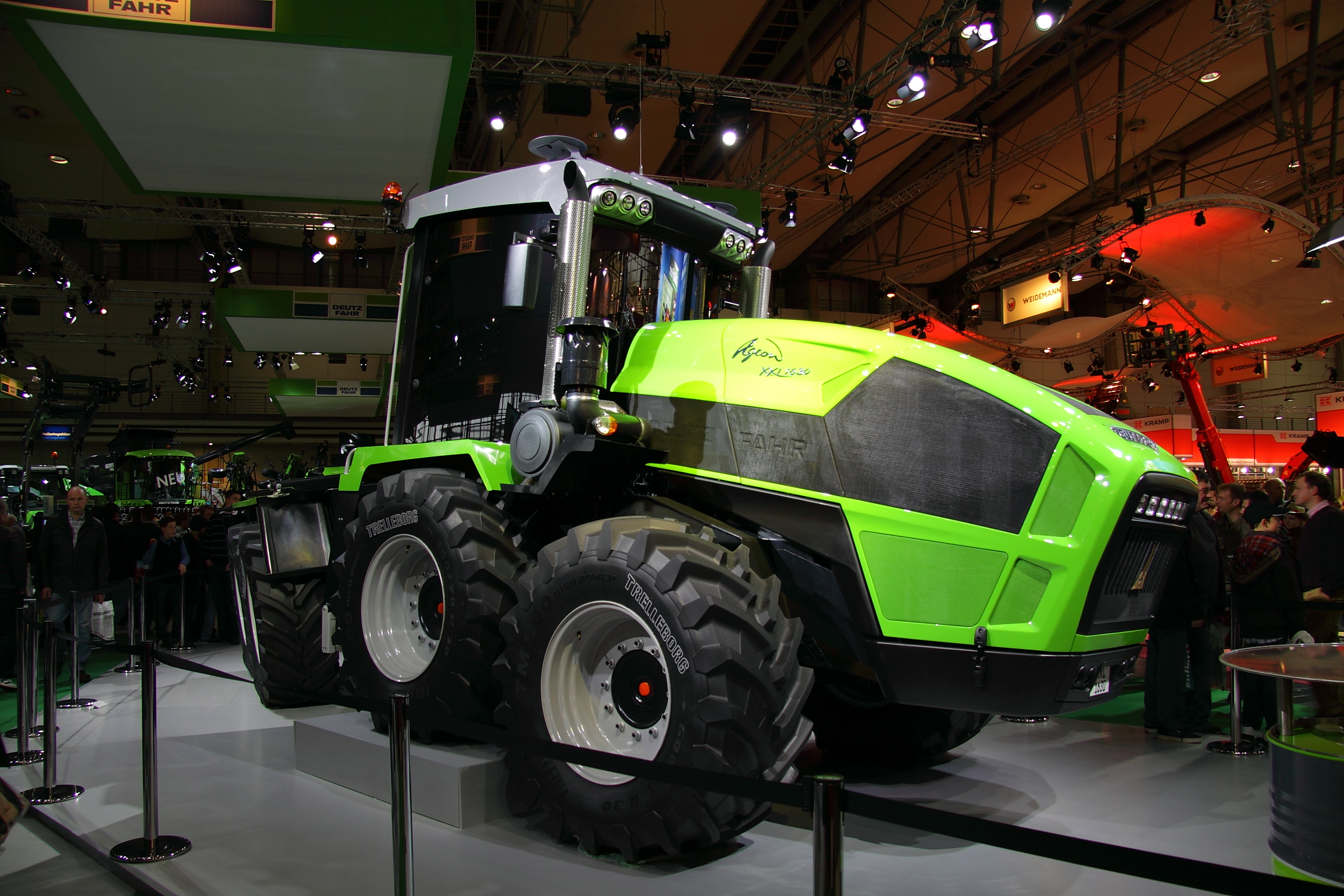
Deutz-Fahr Agro XXL mit 2 Bogie-Achsen und 8 einzelnen Rädern. – Ein Prototyp
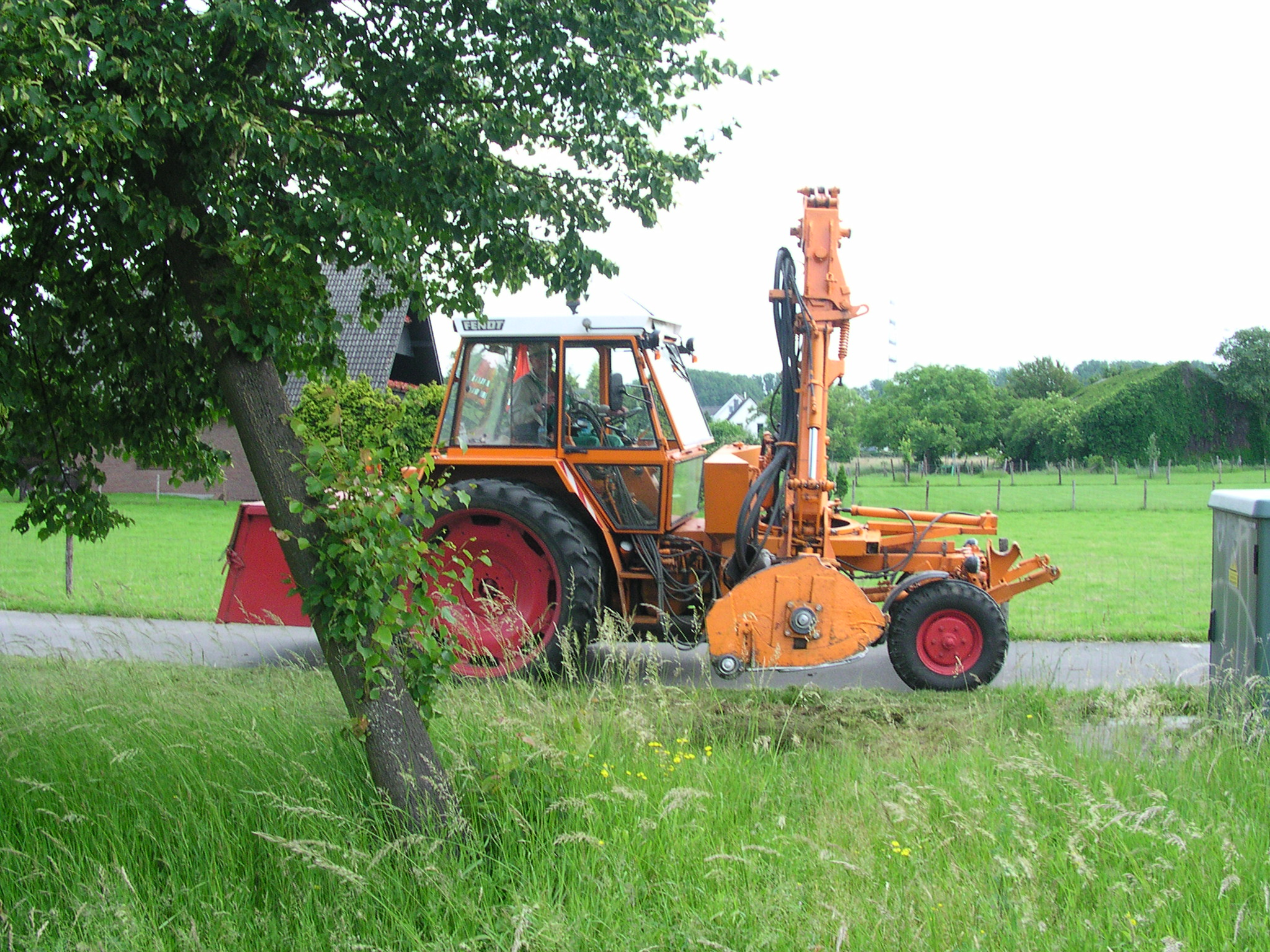
Fendt GT mit aufgebautem Mulchausleger und oranger Kommunallackierung – Ein Geräteträger
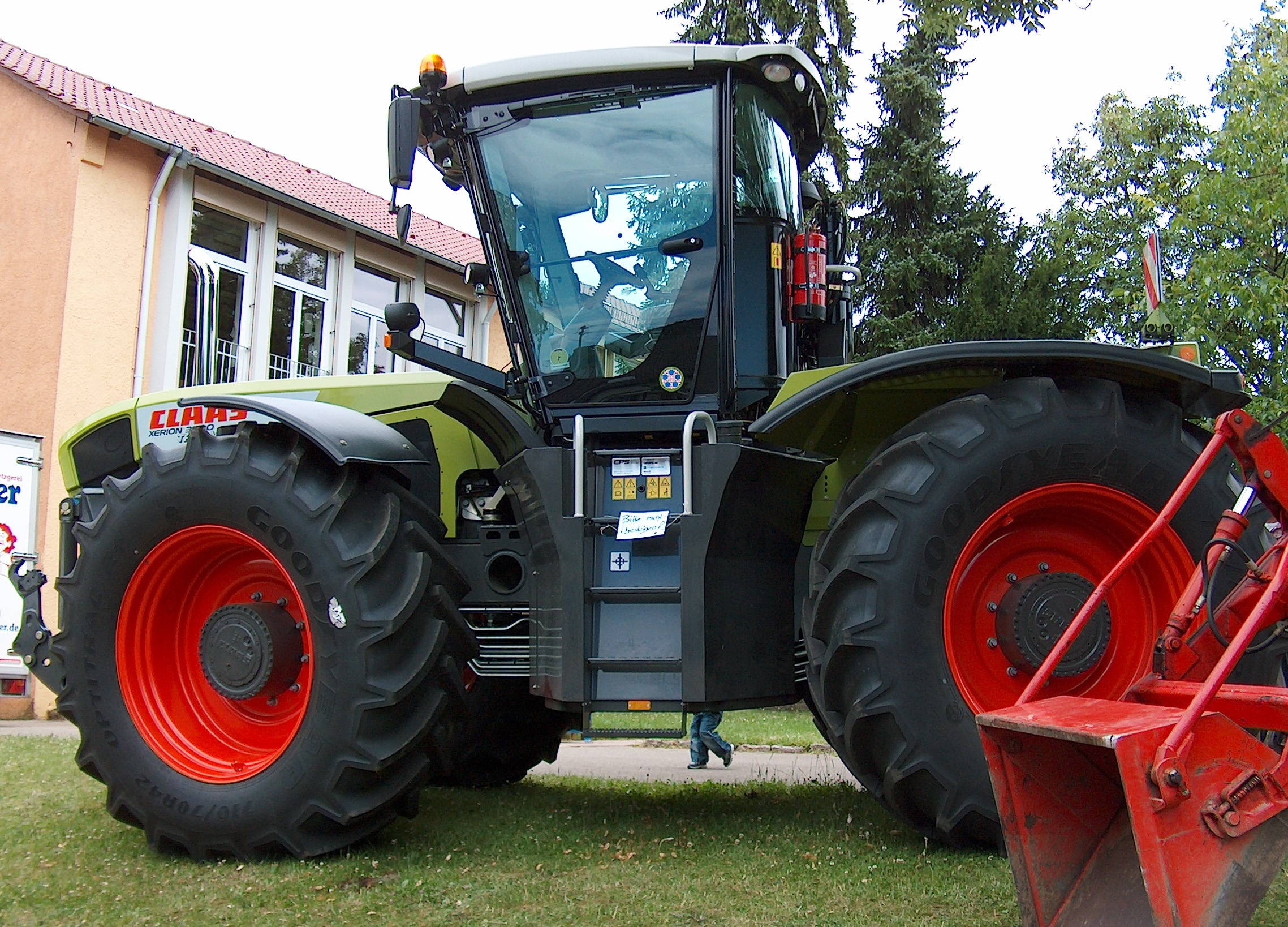
Claas Xerion 3800 Trac VC – Ein Tracschlepper mit nach hinten schwenkbarer Kabine

#### Bauformen für spezielle Zwecke
- Hang-Geräteträger
Sie eignen sich vor allem im Gebirge in der Forstwirtschaft oder Almwirtschaft. Eine besonders breite Spur und ein besonders tiefer Schwerpunkt sorgen für hohe Kippsicherheit am Hang.
- Schmalspurtraktoren
Speziell für Sonderkulturen wie den Hopfenanbau oder als Weinbergschlepper
- Portaltraktoren
Sie zeichnen sich durch extrem hohe Bodenfreiheit aus. Für Sonderkulturen wie Baumschulen.
- Militärische Traktoren
Mit spezieller Ausrüstung wie geschützten Kabinen sind Traktoren im Militär vielseitig einsetzbar und können beispielsweise mit Grabenfräsen für das schnelle Anlegen von Wehrgräben eingesetzt werden.[22]
- Einachsschlepper
Handgeführte Traktoren mit nur einer Achse

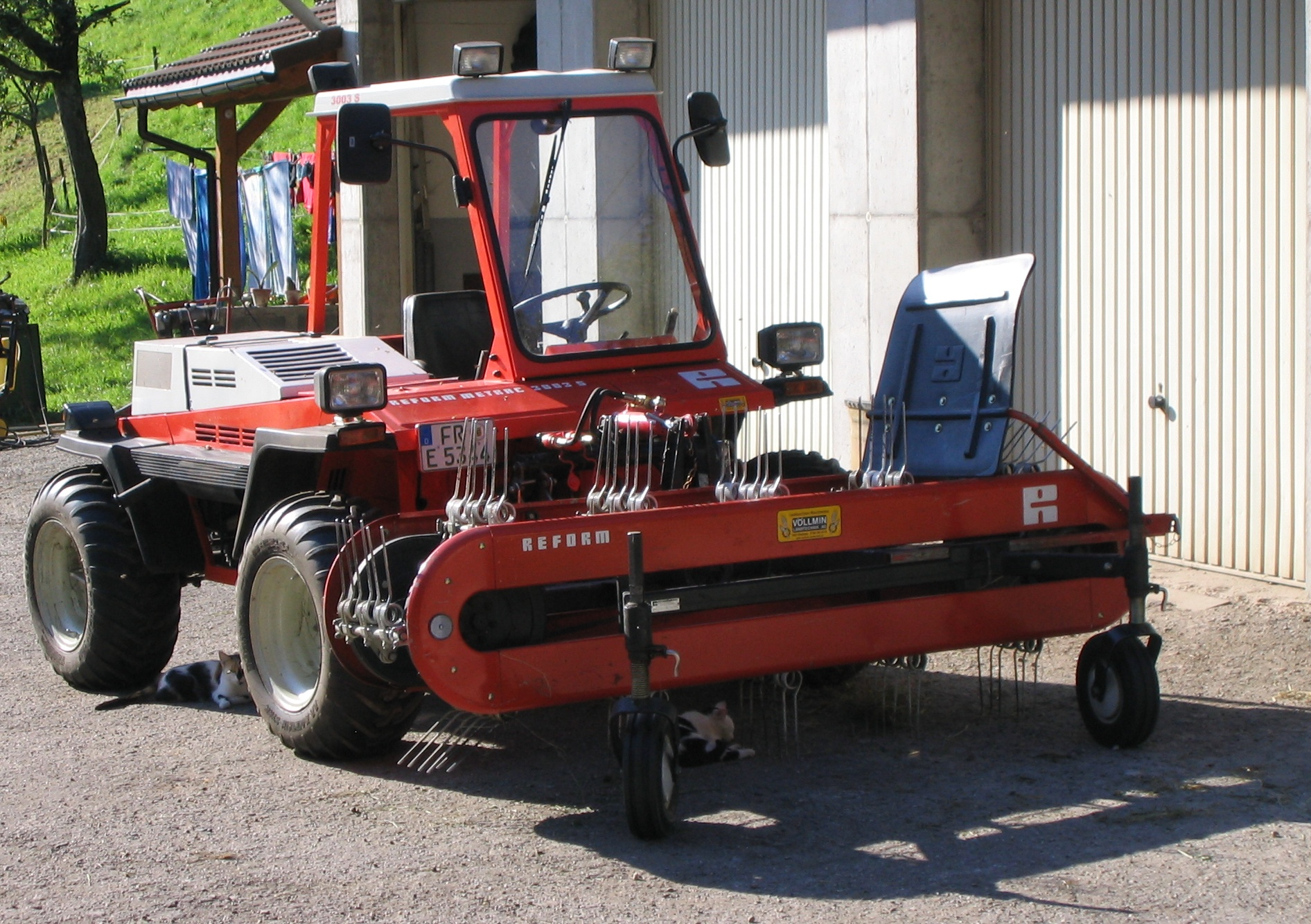
Reform metrac – Ein Hang-Geräteträger
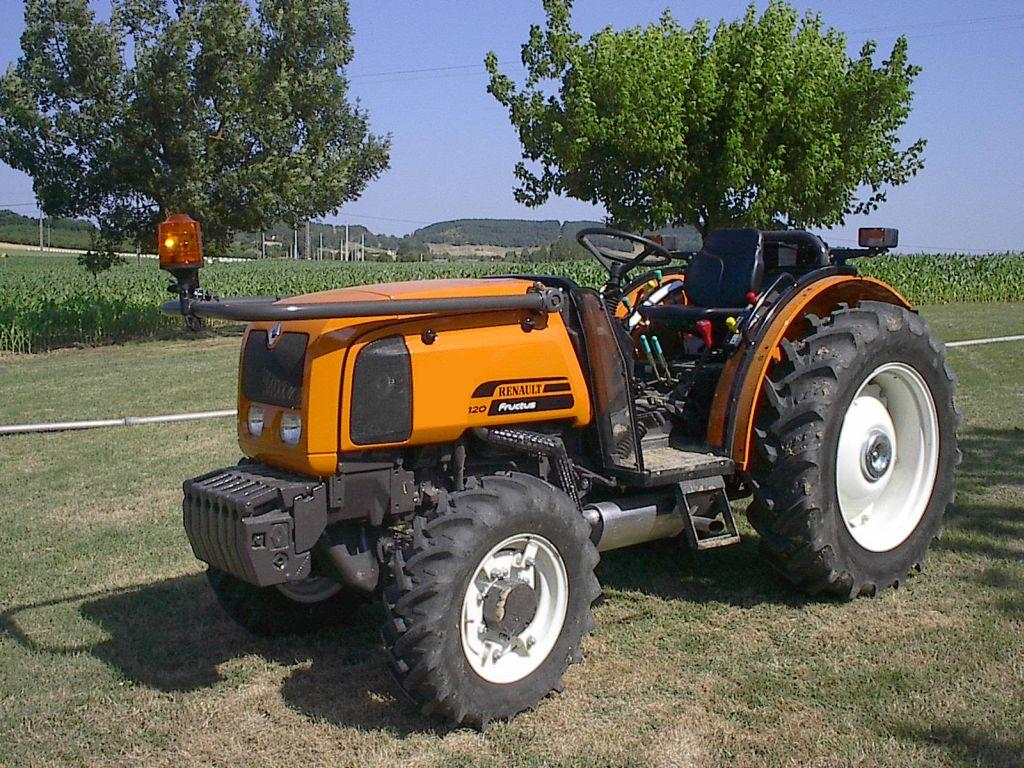
Renault Fructus – Ein Schmalspurtraktor
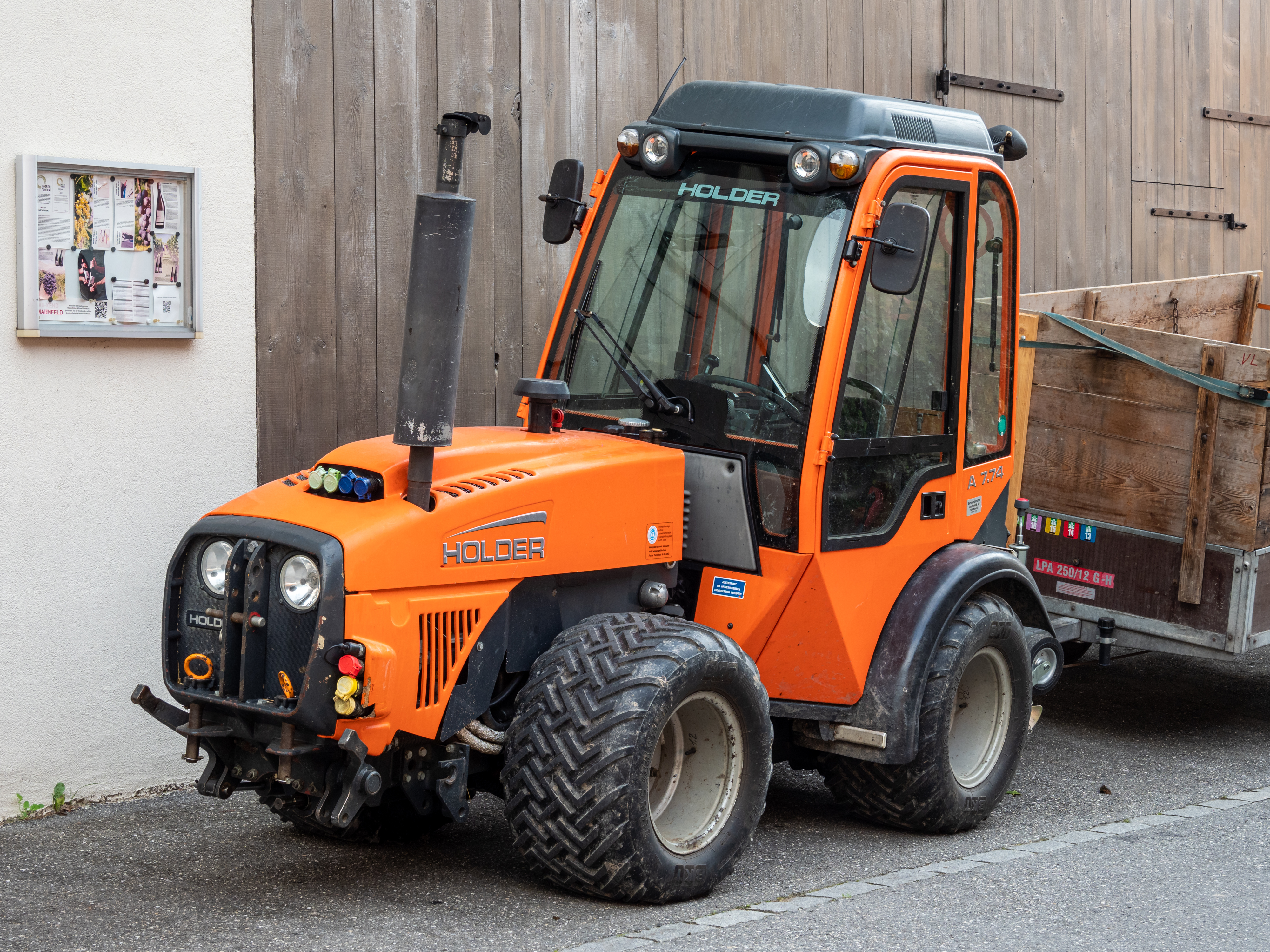
Holder A 7.74 – Ein Schmalspurtraktor mit Knicklenkung
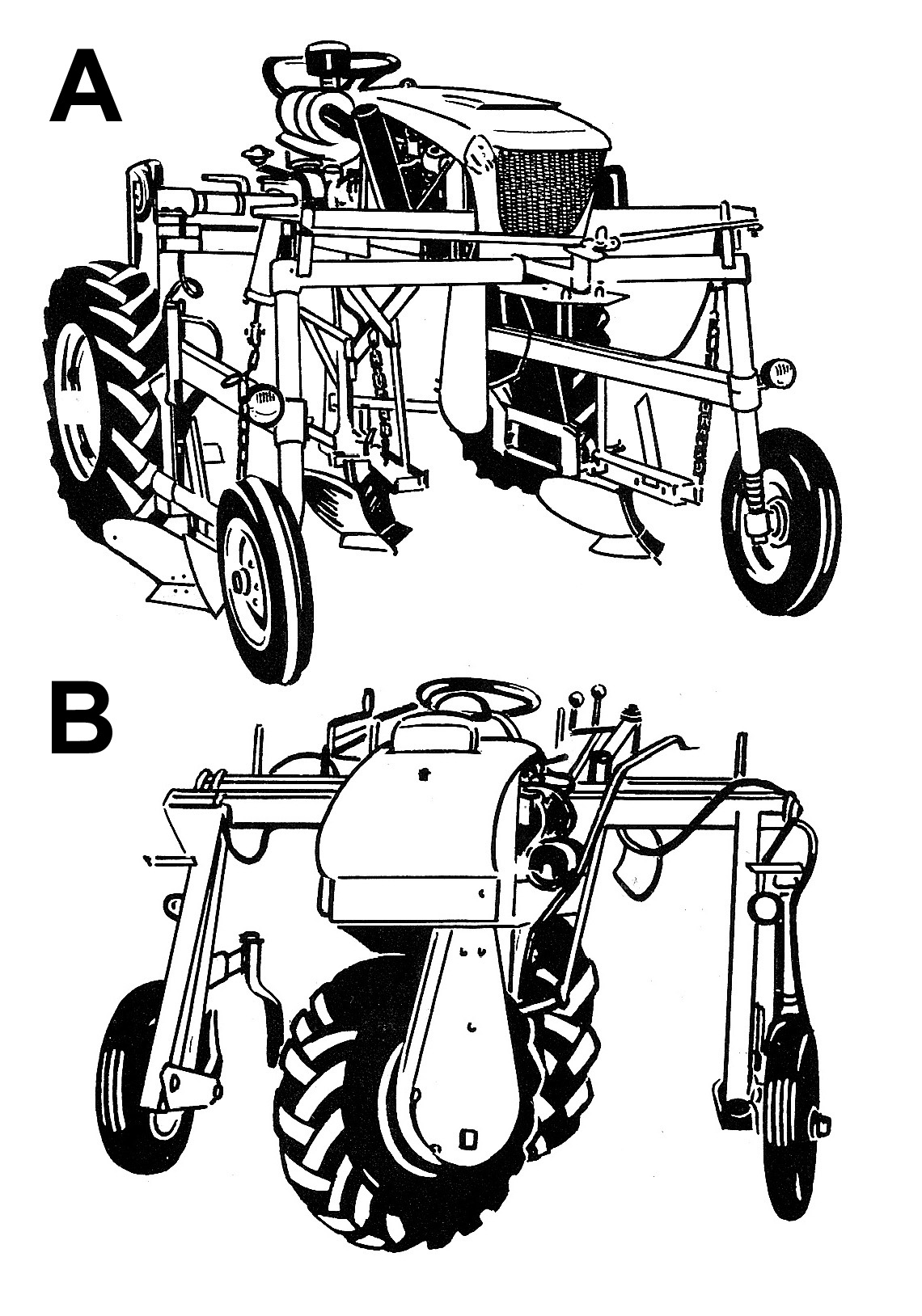
Verschiedene Portaltraktoren
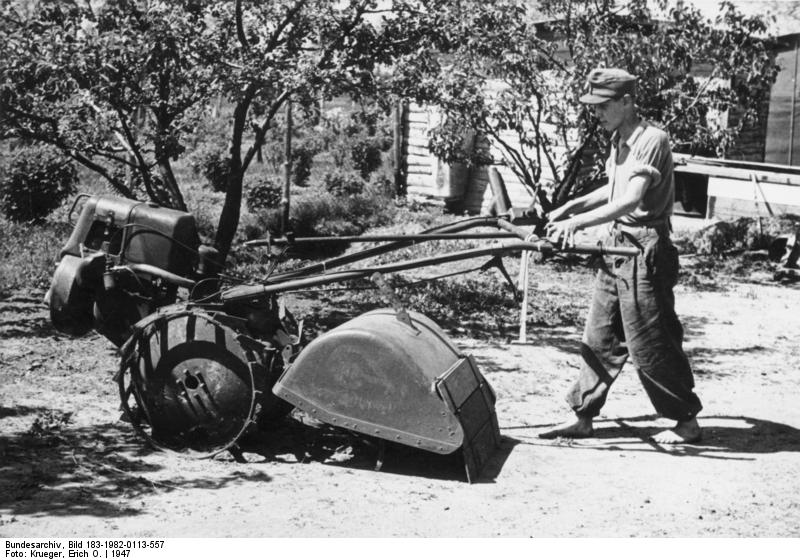
Ein Einachsschlepper mit angebauter Fräse, 1947

### Abtriebsstrang

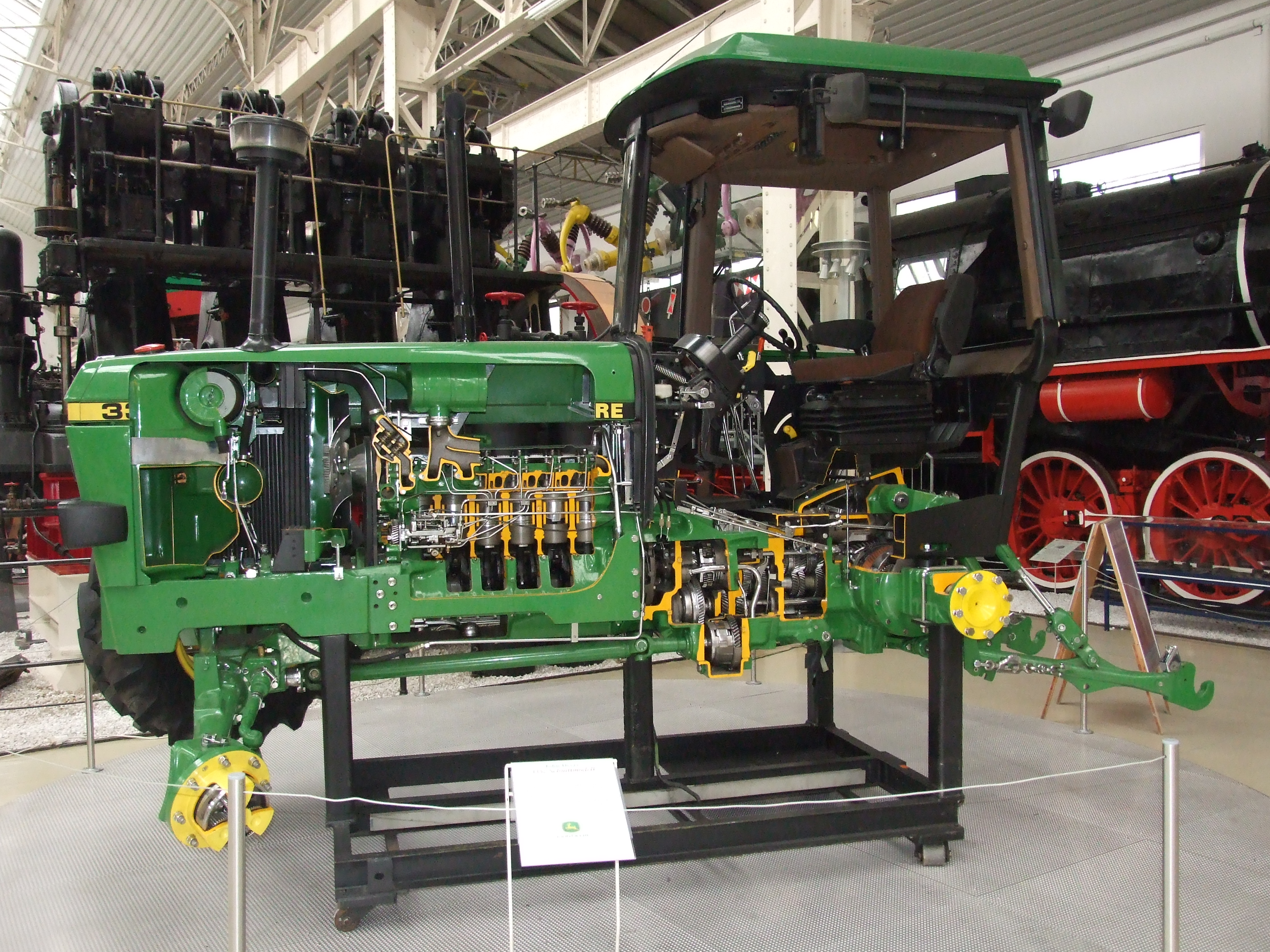
Schnitt durch einen John Deere 3350, gebaut um 1990

#### Motor
- Als Traktormotoren wurden bzw. werden vom Einzylinder an bis hin zu V8-, V12- oder auch 8-Zylinder-Reihenmotoren (einige Schlütertypen) praktisch alle gängigen Grundbauarten eingebaut. Standard sind heute aber stehende Diesel-Reihenmotoren mit 3, 4 oder 6 Zylindern, die über die Faktoren Hubraum, Ladeluftkühlung, Abgasturbolader oder Kennfelder der Common-Rail-Einspritzung auf verschiedene Leistungen eingestellt werden.
- Bislang wurden Motorelemente sowie deren direkte Anbauteile wie Druckluftbeschaffungsanlagen bedarfsunabhängig angetrieben. Entwickler haben erste Lösungen vorgestellt, bei denen Kühlerflügel, Druckluftbeschaffung oder auch Hydraulikpumpen dank elektrischer Antriebe nur im Bedarfsfall Motorleistung verbrauchen (zum Beispiel John Deere E-Premium).[23]
- Ebenfalls projektiert wurden dieselelektrische Antriebe bei Traktoren. Insbesondere ist hier der Eltrac auf Basis eines New Holland der Serie M zu nennen. Zu einem Marktdurchbruch kam es bislang bei keiner der alternativen Antriebsformen.
- Seit den 2020er Jahren gibt es einzelne rein elektrisch angetriebene Traktoren in Serienproduktion. Darunter der Rigtrac SKE 40 E, Fendt e100 Vario, Knegt 304G2E und 404G2E, New Holland T4, Case IH Farmall 75C, Kubota LXe-261, Solectrac e70N, Cellestial E-Gati, Farmtrac 25G und Monarch MK-V.[24][25] Das Marktvolumen für rein elektrische Traktoren betrug 2021 118 Mio. US$.[26]

#### Getriebe
Die in Traktoren verbauten Getriebe haben in der Regel mehr Gangabstufungen, als sie bei Personen- oder Lastkraftwagen gebräuchlich sind. Die am Markt befindlichen Extreme bewegen sich von acht Vorwärts- und vier Rückwärtsgängen bis zu 72 Vor- und Rückwärtsgängen. Zur Bedienung sind in der Regel mehrere Schalthebel mit zum Teil weiteren Elektroschaltern zur Wahl der unter Last schaltbaren Gänge (Lastschaltgetriebe) vorhanden. Seit einigen Jahren sind auch hydro-mechanisch-leistungsverzweigte stufenlose Getriebe erhältlich, die unabhängig von der Motordrehzahl und ohne Kraftflussunterbrechung stufenlos verstellbare Schleppergeschwindigkeiten von rund 20 Metern pro Stunde bis 60 km/h ermöglichen.
Beim Einsatz von Traktoren werden vielfach folgende Geschwindigkeitsbereiche benötigt:
- 20 bis 300 Meter je Stunde im Einsatz mit Straßenbaufräsen bzw. bei Sonderkulturen (zum Beispiel Gemüse- oder Erdbeer-Anbau)
- 3 bis 10 km/h für typische landwirtschaftliche Arbeiten wie Bodenbearbeitung, Fütterung, Dünge- und Pflanzenschutz-Einsätze
- 11 bis 20 km/h für leichte Bodenbearbeitung, Mahd
- > 20 km/h für den Transport

Eine enge Gangabstufung ist auch für Transportarbeiten günstig, da das Verhältnis von Leistung und Gesamtgewicht des Zuges bei Traktoren häufig geringer ist als bei Lastkraftwagen.

#### Achsen
Merkmale von Traktorachsen:
- In Hinblick auf die steigenden Höchstgeschwindigkeiten (bis zu 80 km/h beim JCB Fastrac) und die geringe Dämpfung der großvolumigen Traktorreifen ist ein Großteil moderner Traktoren mit einer Vorderachsfederung, üblicherweise über ein hydraulisches oder ein pneumatisches System, ausgerüstet. Traktoren mit Federung aller Achsen (zum Beispiel JCB Fastrac) sind bisher nur wenig verbreitet, obwohl sie Vorteile für den Fahrkomfort, die Fahrsicherheit und den Bodenschutz mit sich bringen.
- Differentialsperren sind oft serienmäßig verbaut, damit bei unterschiedlicher Bodenhaftung der Räder einer Achse nicht das Rad mit der geringeren Bodenhaftung erhöhten Schlupf bis hin zum Durchdrehen aufweist, während das andere Rad auf griffigerem Boden durch die Wirkweise des ungesperrten Differentials bis hin zum Stillstand verzögert wird. Differentialsperren gibt es auch bei Traktoren in verschiedenen Ausführungen: teils automatisch eingreifend Selbstsperrdifferential, teils manuell aktiviert durch Schalter oder Pedal. Auch unterscheiden sich die Differentialsperren hinsichtlich der Sperrwirkung. Zum Teil verbinden sie beide Räder einer Achse starr, sodass es zu einer vollständigen Sperrwirkung kommt. Andere Bauarten erlauben einen gewissen Drehzahlunterschied der Räder.
- Moderne Traktoren sind in der Regel mit zuschaltbarem Vorderachsantrieb ausgestattet und verfügen somit über Allradantrieb. Rein hinterradgetriebene Maschinen sind die Ausnahme geworden. Der Vorderachsantrieb hat verbreitet die sogenannte Voreilung: dabei erreichen die Vorderräder eine etwa zwei Prozent höhere Umfangsgeschwindigkeit als die Hinterräder und beugen dadurch Verspannungen im Getriebe bei Kurvenfahrten vor. Der zwangsweise entstehende Schlupf ist tolerierbar, solange keine Straßenfahrt oder Arbeiten mit Geschwindigkeiten über 15 km/h stattfinden.

#### Räder und Bereifung, Gleiskettenlaufwerke

##### Stollenform
Die Bereifung der Traktoren hat zumeist ein grobes Stollenprofil, um durch eine gute Verzahnung mit dem Ackerboden möglichst hohe Zugleistungen sicherzustellen. Bei in erster Linie auf Grünland eingesetzten Traktoren werden zur Schonung der Grasnarbe Reifen mit niedrigeren und kleineren Stollen verwendet.

##### Bereifungsvarianten
- Terrareifen
Ballonartige, besonders breite Niederdruckreifen, die wegen ihrer größeren Aufstandsfläche das Fahrzeuggewicht besser verteilen und so Bodenverdichtungen durch das Befahren mindern können.
- Pflegebereifung
Für Pflegearbeiten (zum Beispiel zur Bekämpfung von Unkräutern) während des Wachstums der Kulturpflanzen können diese besonders schmale Reifen eingesetzt werden. Diese haben eine Breite von nur 9 bis 14 Zoll. Die Pflegebereifung bietet den Vorteil, dass entweder die Traktorspur zwischen den im gewöhnlichen Abstand stehenden Pflanzen verbleibt oder nur wenige Pflanzen durch Niederfahren geschädigt werden. Nachteilig ist hingegen aufgrund der geringen Aufstandsfläche der höhere Bodendruck, der vor allem bei Nässe zu stärkerer Bodenverdichtung führen kann. Im Hinblick auf die sich durchsetzenden größeren Arbeitsbreiten von Düngerstreuern und Feldspritzen hat die Pflegebereifung an Bedeutung verloren, da es bei größeren Arbeitsbreiten dieser Geräte ertragsmäßig günstiger sein kann, für die normal breite Bereifung des Schleppers bei Saat oder Pflanzung der Kultur sogleich eine geringere Zahl von breiteren Fahrgassen unbestellt zu lassen.[28] Außerdem entfällt so das arbeitsintensive und bei unsachgemäßer Durchführung gefährliche Wechseln der bis zu zwei Meter hohen Traktorräder.
- Mehrfachbereifung
Für Arbeiten bei wenig tragfähigem Boden können Räder auch als Zwillings- oder Drillingsbereifung montiert werden. Hierzu wird ein (bei Drillingsbereifung zwei) weiteres Rad am eigentlichen Rad des Schleppers montiert. Die Fahrzeugbreite liegt dann jedoch meist über den höchstgrenzen für den öffentlichen Straßenverkehr (zumindest in Deutschland).
- Reifendruckregelanlagen
Mit diesen Anlagen lässt sich zur Vergrößerung der Aufstandsfläche (Walking-Effekt) und somit Verminderung des Bodendruckes, etwa bei Arbeit auf dem Acker, ohne Absteigen des Fahrers der Luftdruck der Reifen auf beispielsweise 0,7 bar absenken oder zu schnellen Transportfahrten auf der Straße im Interesse höherer Tragkraft und geringeren Verschleißes aufgrund niedriger Walkarbeit auf bis zu 2 bar erhöhen.[29][30]
- Stahlgreiferräder
Sie waren früher im Ackerbau verbreitet, haben jedoch ihre Bedeutung verloren. Einzig im Reisanbau oder bei Einachsschleppern werden sie noch verwendet.

##### Gleiskettenlaufwerke
Gleiskettenlaufwerke kommen hauptsächlich in der Großflächenlandwirtschaft (Großtraktoren ab 221 kW (300 PS) Leistung) oder für spezielle Anwendungen zum Einsatz. Vorteil ist die große Aufstandsfläche und der damit einhergehende geringe Bodendruck. Seit einigen Jahren haben sich Laufbänder aus armiertem Gummi trotz ihrer geringeren Zugkraft gegenüber Stahlketten durchgesetzt, da mit ihnen Straßenfahrten möglich sind.
Es ist zu unterscheiden zwischen:
- Gleiskettenlaufwerken an konventionellen Traktoren
Gleiskettenlaufwerke können an Traktoren mit gewöhnlichen Lenkungsarten anstatt der Räder montiert werden. Hierbei sind auch Kombinationen möglich wie Gleiskettenlaufwerke auf der Hinterachse und Luftbereifung auf der Vorderachse.
- Raupenschleppern
Hierbei handelt es sich um eine spezielle Traktorenbauform auf Gleiskettenlaufwerken mit Panzerlenkung. (Siehe hierzu das Kapitel Bauformen)

##### Ballastierung
- Ballastgewichte werden angebaut, um die Verzahnung von Reifen und Boden zu verbessern, oder auch, um ungleiche Belastung durch Frontlader oder schwere Heckgeräte auszugleichen. Typischer Anbauort ist ein Halter an der Traktorfront, jedoch gibt es auch Gewichte mit Dreipunktaufnahme zur Aufnahme durch das Front- oder Heckhubwerk sowie Radgewichte zum Anschrauben in die Räder. Ferner können die Reifen zur weiteren Belastung teilweise mit einer Mischung aus Wasser und Frostschutzmittel gefüllt werden. Beim Euro Trac von Schlüter war die Ballastierung fester Bestandteil des Fahrzeugkonzepts. Sie verfügten über ein hydraulisch verschiebbares Gewicht über der Vorderachse.

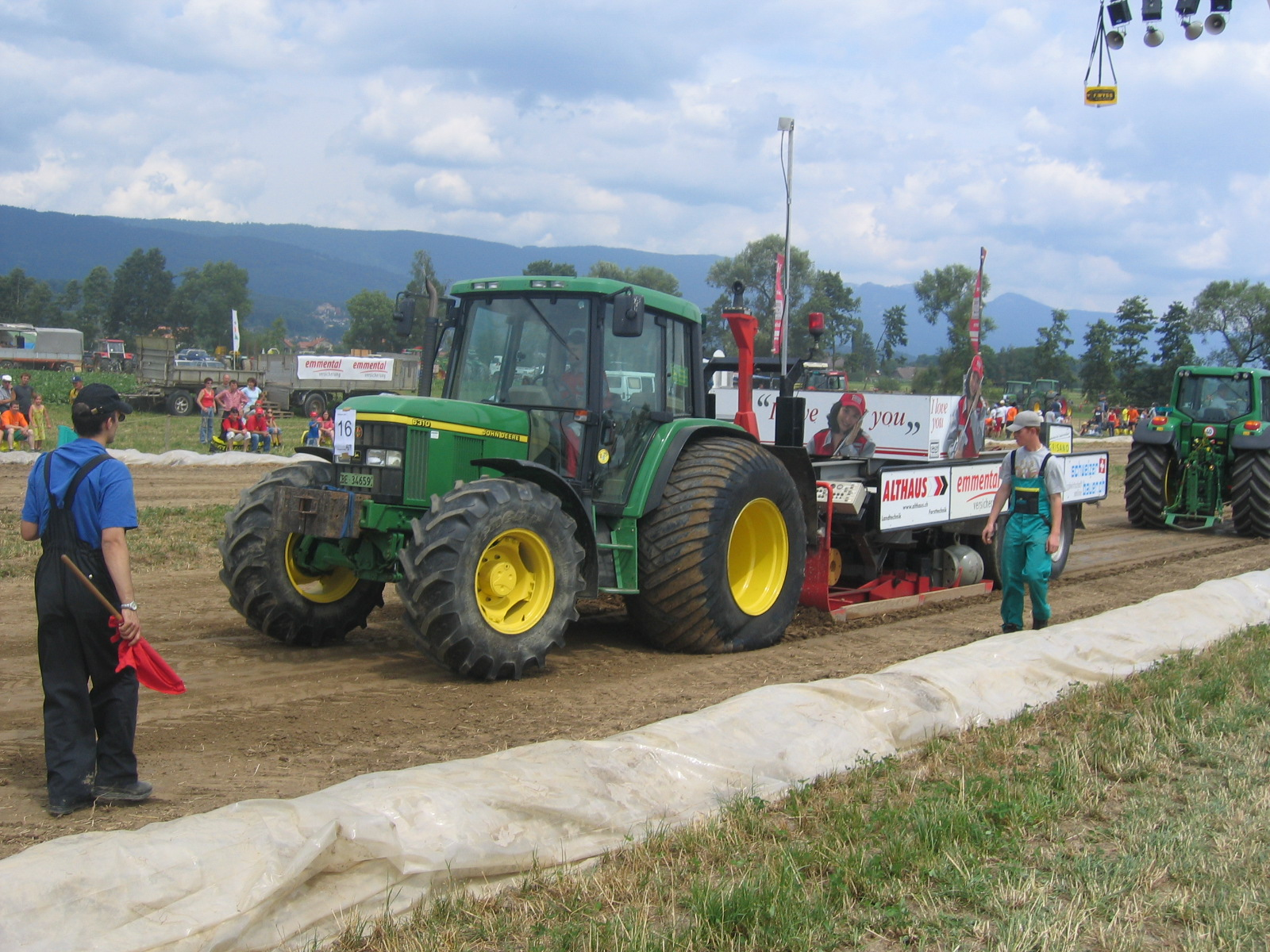
John Deere 6310 mit Terrareifen auf der Hinterachse beim Tractorpulling
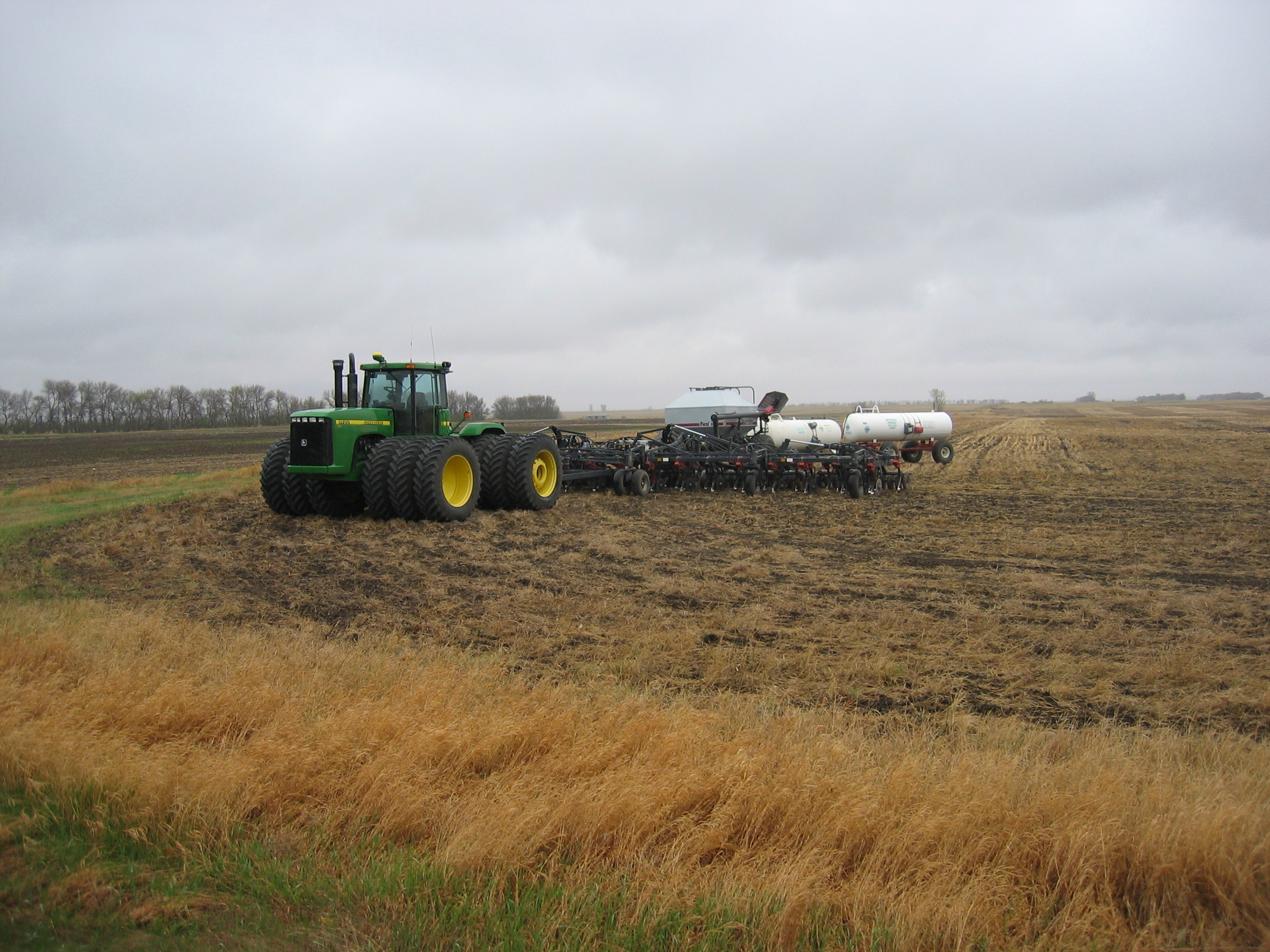
Knickschlepper von John Deere mit Drillingsbereifung
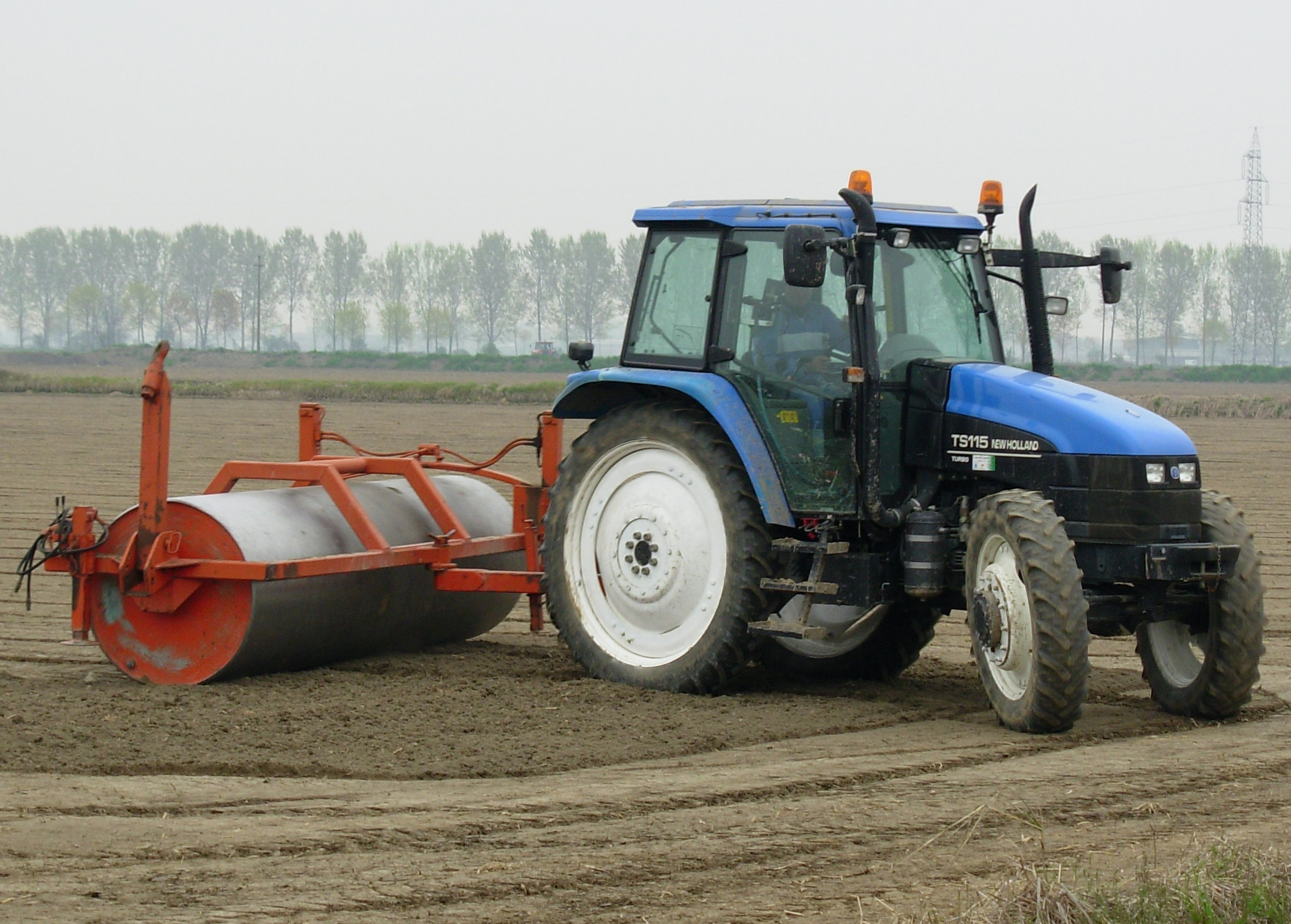
Traktor mit (schmalen) Pflegereifen und Spurverstellfelgen
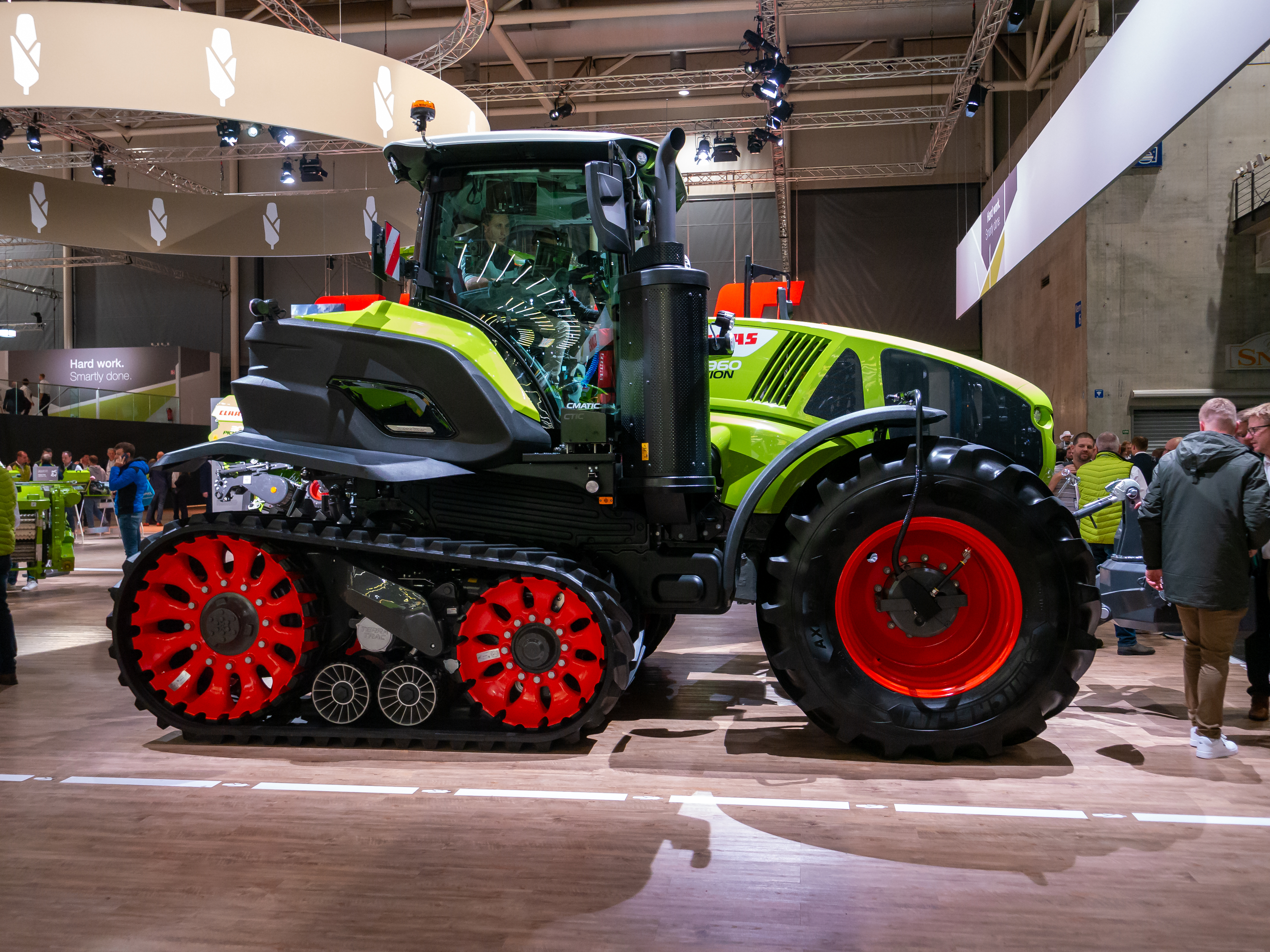
Claas Axion mit Gleiskettenlaufwerk anstatt Hinterrädern
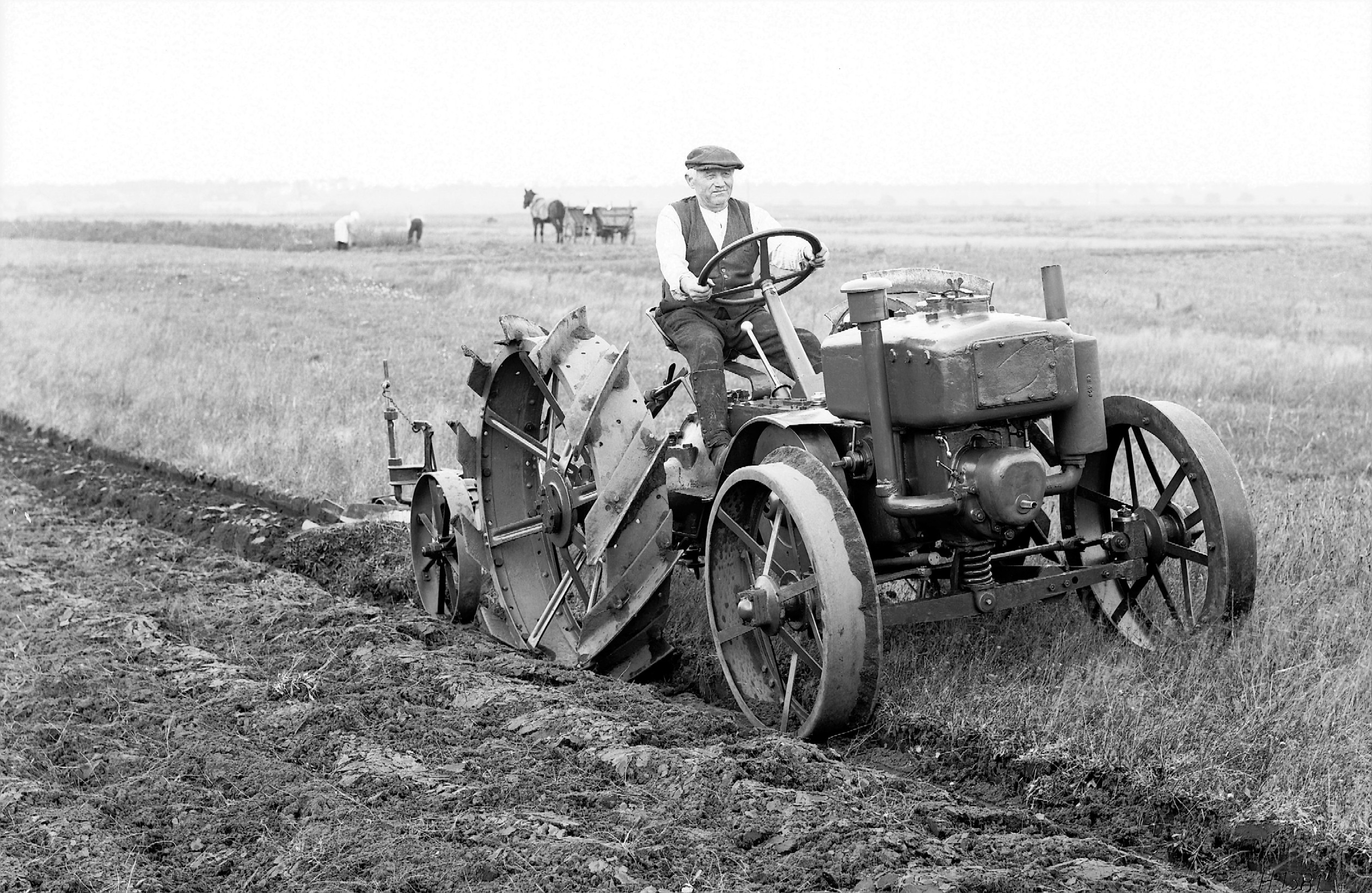
Mercedes-Benz Dieselschlepper OE mit Stahlgreiferrädern auf der angetriebenen Hinterachse
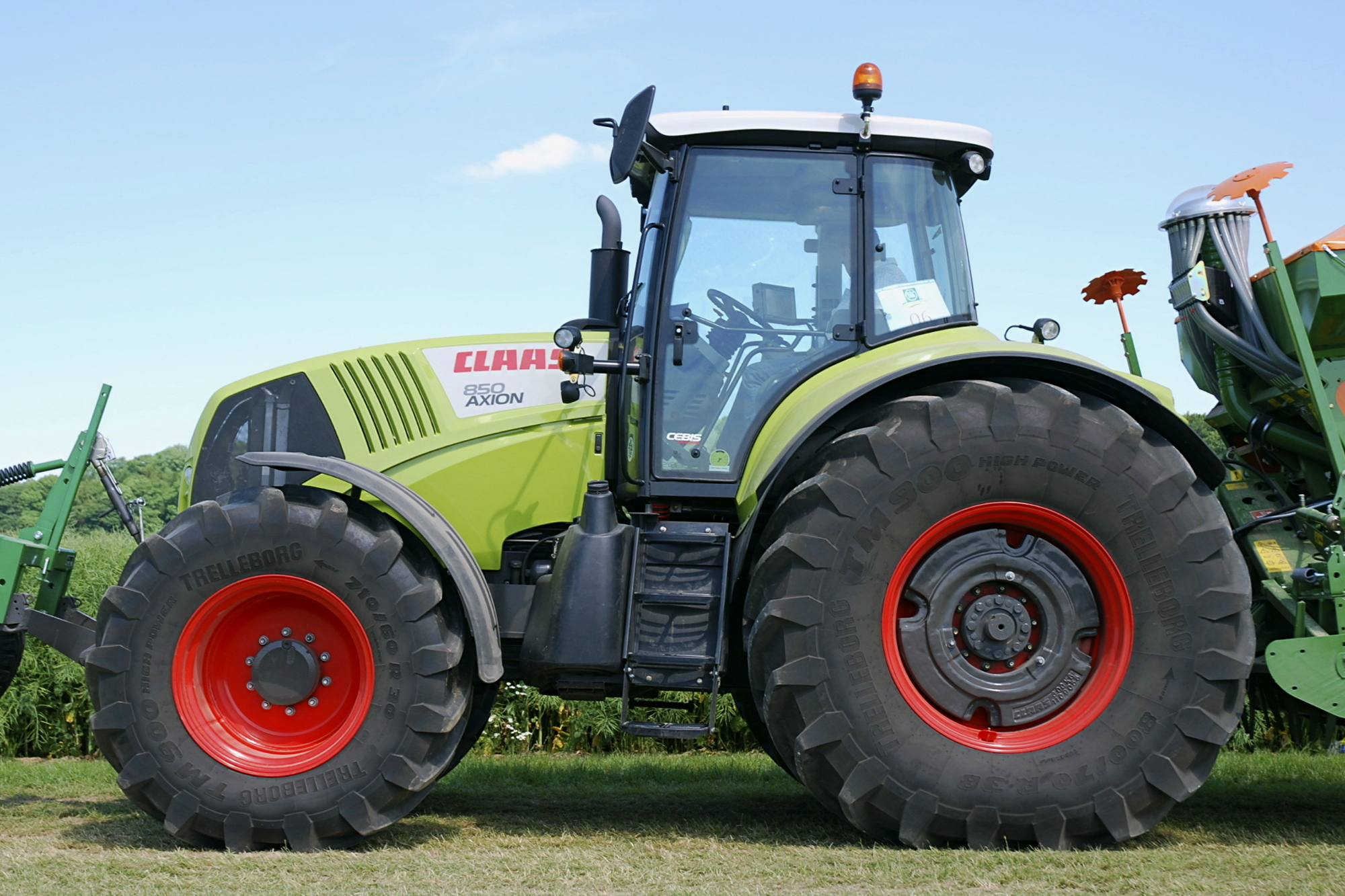
Claas Axion mit Radgewichten an der Hinterachse (Grau)

### Kabinenausstattung und Bedienelemente
- Moderne Traktoren werden vielfach mit (elektro-)hydraulischer Unterstützung (Servolenkung) der mechanischen Übertragungskomponenten oder aber auch vollhydraulisch gelenkt. Bei letztgenannten Lenkungen werden die Lenkkräfte zumindest teilweise auf hydraulischem Weg über Rohr- oder Schlauchleitungen übertragen. Vollhydraulische Lenkungen erlauben den Einsatz von Lenkautomaten, die etwa über elektronische Sensoren gesteuert ohne Einwirkung des Fahrers den Traktor entlang einer Leitlinie (Fahrgasse, Pflanzenreihe oder ähnliches) über das Feld steuern.[32]
- Die Kabinentüren sind meist rahmenlos und am B-Holm (dem zweiten von vorne an gezählt) nach vorn öffnend befestigt. Die Firma Schlüter benutzte Schiebetüren.
- Klimaanlagen gehören bei den aktuellen, größeren Modellen zur Standardausrüstung. Sie ermöglichen dem Fahrer, in einer staubfreien, lärm- und schwingungsgedämmten Kabine zu arbeiten.
- Die häufigsten Unfälle mit Traktoren geschehen durch Umkippen. In Österreich müssen die Fahrzeuge deshalb seit 1960, in Deutschland seit Anfang der 1970er Jahre, mit einem Überrollbügel ausgestattet werden. Im Zuge dessen wurden vermehrt überrollsichere Kabinen aufgebaut.
- Die Fahrersitze sind standardmäßig gefedert, bei einfachen, meist kleineren Modellen bis 70 PS Leistung mechanisch, darüber hinaus über eine Luftfeder samt Dämpfer. Verhältnismäßig neu sind Luftfederungen, die der Schwingung aktiv entgegenwirken und dadurch die Bandscheibenbelastung des Fahrers im Gelände stark reduzieren helfen.
- Standardmäßig ist die Bremsanlage so konstruiert, dass nur die Räder einer Schlepperseite abgebremst werden können, um bei geringen Fahrgeschwindigkeiten die Lenkung zur Erzielung kleiner Wendekreise zu unterstützen (Lenkbremse). Hierzu ist meist ein zweiteiliges Bremspedal vorhanden, das zum beidseitigen Abbremsen in der Regel mechanisch gekoppelt werden kann, zum Beispiel für Straßenfahrten. Ausnahme hiervon bilden zum Beispiel die über das Lenkrad bei starken Lenkeinschlägen betätigte Lenkbremse einiger Traktoren von Kramer[33] oder die ABS-Bremsanlage des Herstellers Case-New Holland, bei dem die Bremspedale elektronisch in Abhängigkeit von der Geschwindigkeit gekoppelt werden.
- Die vielfältigen Einstellmöglichkeiten der Motor-Getriebe-Kopplung, die Beleuchtung sowie die umfangreichen Hydraulikeinstellungen führen dazu, dass sich in der Kabine Monitore zur Einstellung anstelle von Drehknöpfen durchsetzen.
- Traktoren haben in aller Regel zusätzlich zum Gaspedal ein Handgas, mit dem sich ohne dauernde Benutzung des Pedals eine bestimmte Motordrehzahl einstellen lässt. Das Handgas wird unter anderem bei Zapfwellenarbeiten mit dem Traktor im Stand, etwa zum Betrieb von Pumpen, benötigt.
- Speziell für den Hopfenanbau werden Hopfenkabinen angeboten, die trapezförmig nach oben hin schmaler werden, um ohne Schaden durch die Pflanzenbestände zu fahren. Zudem sind Niedrigkabinen im Angebot, um auch niedrige Gebäude zu befahren.
- Die Frontscheibe kann wahlweise geöffnet werden, damit im Winter trotz beschlagender Scheibe in Stallgebäuden freie Sicht gegeben ist. Die Heckscheibe kann serienmäßig geöffnet werden.

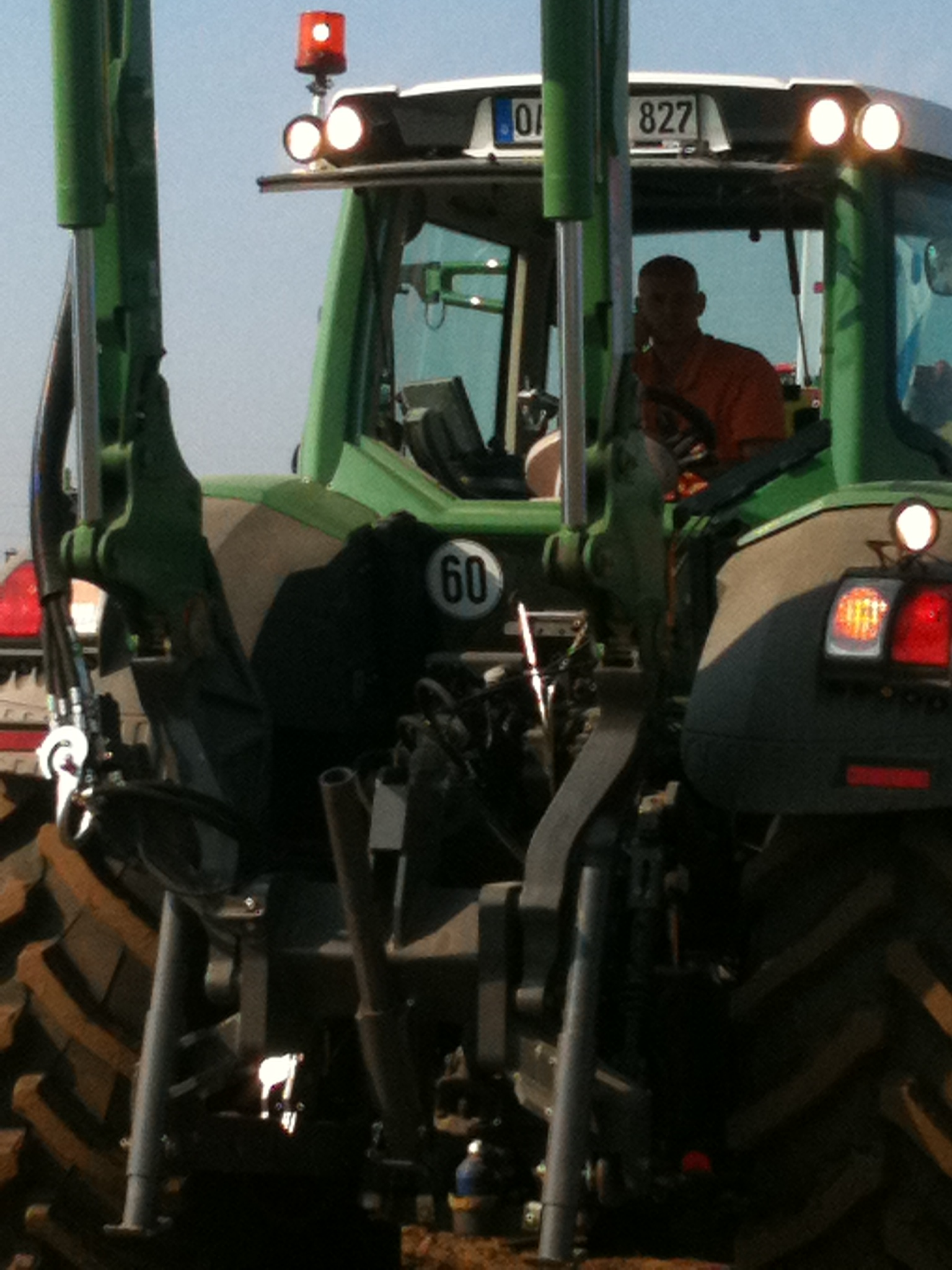
Rückfahreinrichtung

- Bei Ausstattung des Traktors mit Rückfahreinrichtung kann zum längeren Betrieb des Traktors entgegen der üblichen Fahrtrichtung der Schleppersitz mitsamt den Bedien- und Kontrollelementen, bei einigen größeren Traktoren wie dem Claas Xerion sogar die ganze Kabine, um 180 Grad gedreht werden. Vorteilhaft bei der Rückfahreinrichtung ist, dass der Fahrer freie Sicht auf das Heckhubwerk und das am Heck montierte Anbaugerät hat. Auch ist die Traktorhinterachse meist stärker belastbar als die Vorderachse. Schwere Anbaugeräte, die vor den Traktorrädern betrieben werden sollen und die zulässigen Werte für Vorderachslast oder Fronthydraulikhubkraft überschreiten, können so gleichwohl in Schubfahrt betrieben werden. Mit Rückfahreinrichtungen werden unter anderem Rübenroder, Feldhäcksler, Mähwerke und Forstmaschinen genutzt.[34] Ein Traktor mit Rückfahreinrichtung ist ein Zweirichtungsfahrzeug.

### Farbgebung
Weltweit ist bei fast allen Traktorenherstellern eine Lackierung in markencharakteristischen Farben üblich. Sonderlackierungen werden jedoch auch häufig angeboten. Traktoren für den Einsatz zu kommunalen Zwecken werden meist bereits ab Werk in der RAL-Farbe 2011 (auch als Kommunalorange bekannt) ausgeliefert.

### Anbauräume für Geräte und Anhänger
Traktoren verfügen über verschiedene Anbauräume für Geräte und Anhänger. Zum Anbau und der Energieversogung kommen verschiedene Technologien zum Einsatz. Der Standardschlepper (weitest verbreitete Traktorenbauform) verfügt immer über einen Anbauraum im Heck. Zusätzlich kann er über einen Anbauraum in der Front (sehr weit verbreitet) und zwischen den Achsen (hauptsächlich bei historischen Traktoren) verfügen. Des Weiteren kann meist ein Frontlader montiert werden.
Andere Traktorbauformen, insbesondere Systemschlepper, können über weitere Anbauräume über der Vorderachse (Fendt GT) und über der Hinterachse (Tracschlepper) verfügen.

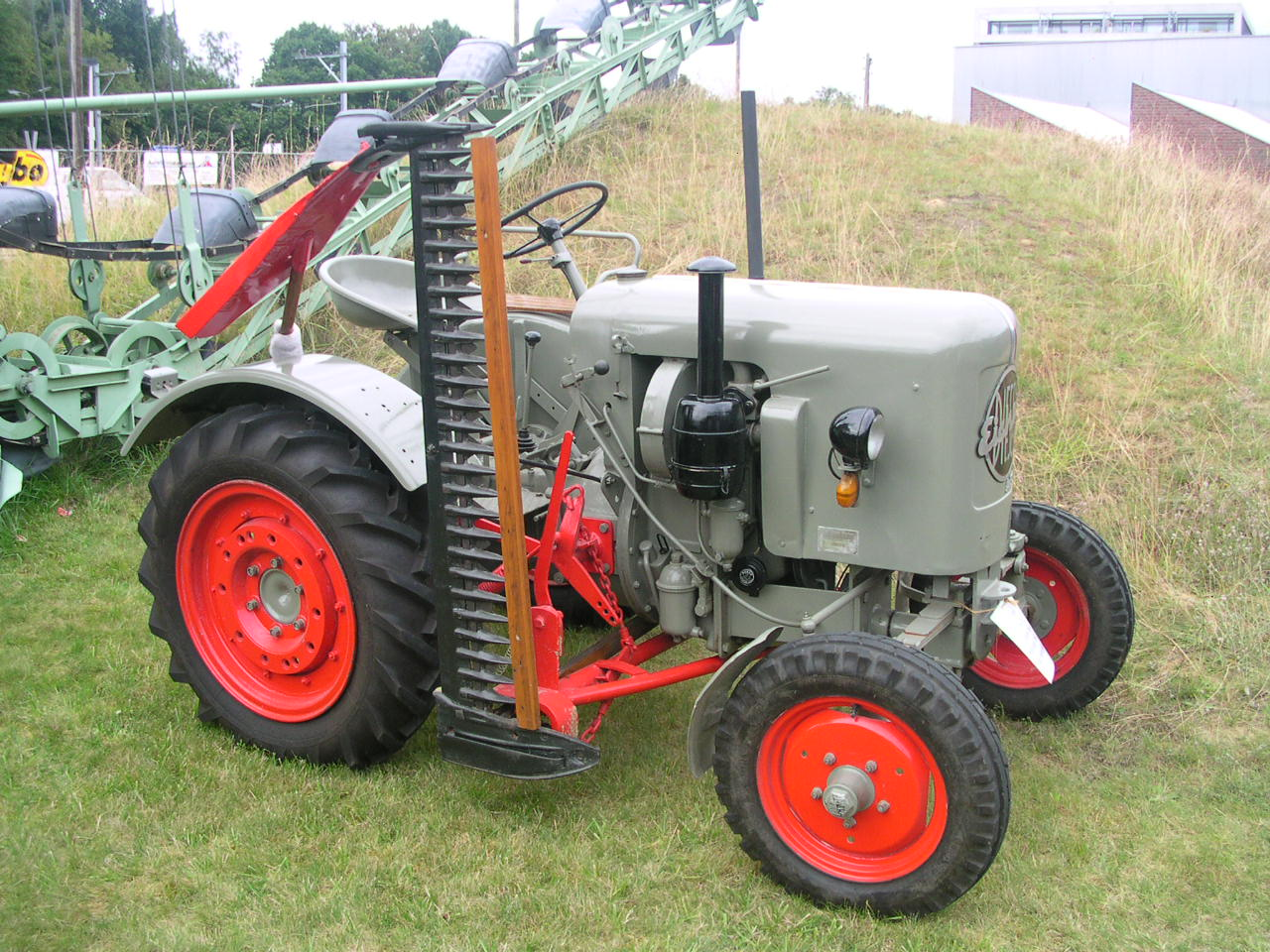
Eicher mit Balkenmäher im Zwischenachsanbau
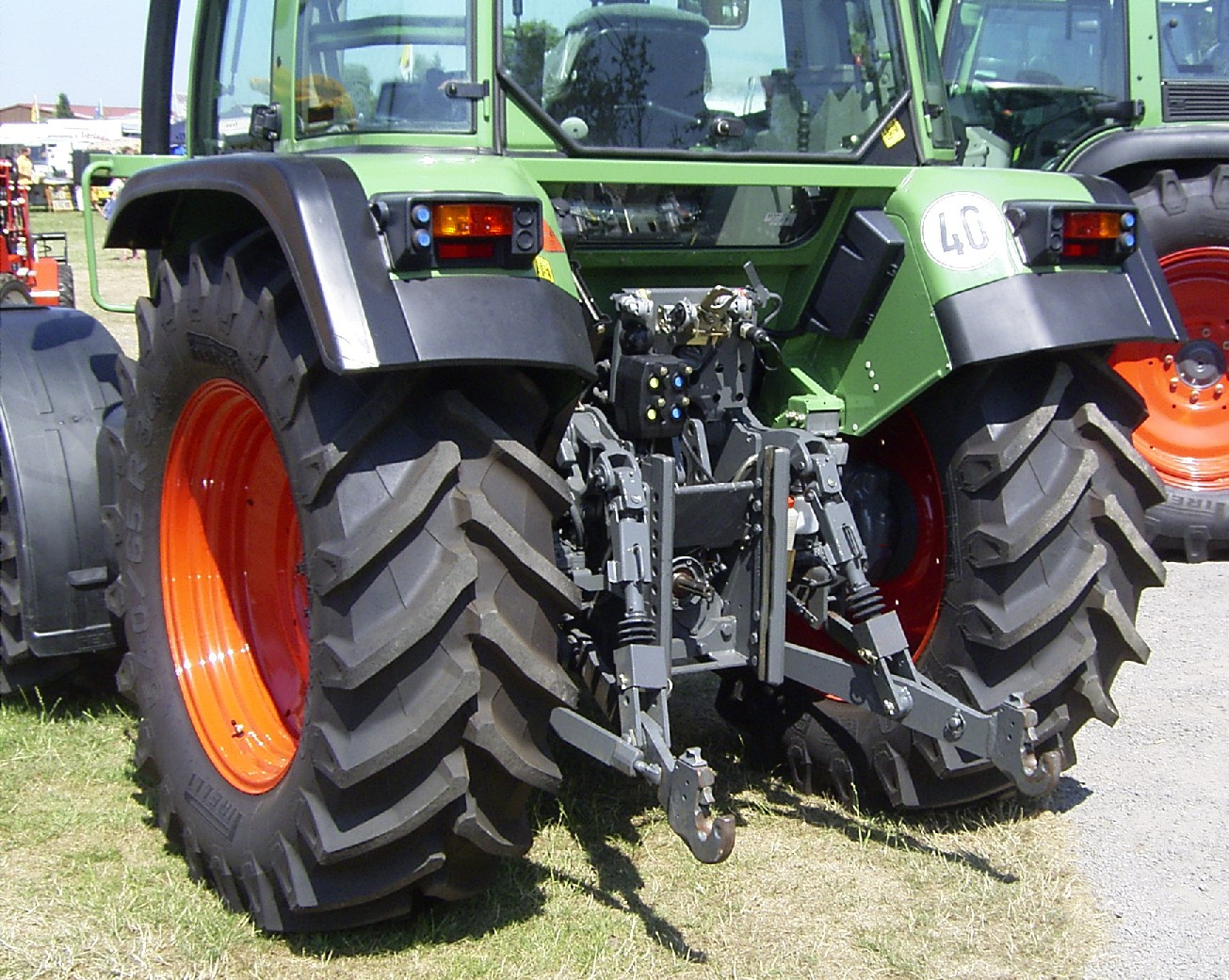
Heckanbauraum eines Fendt-Traktors mit Dreipunkt-Kraftheber, Zapfwelle und Anschlüssen für externe Hydraulik- und Stromabnehmer
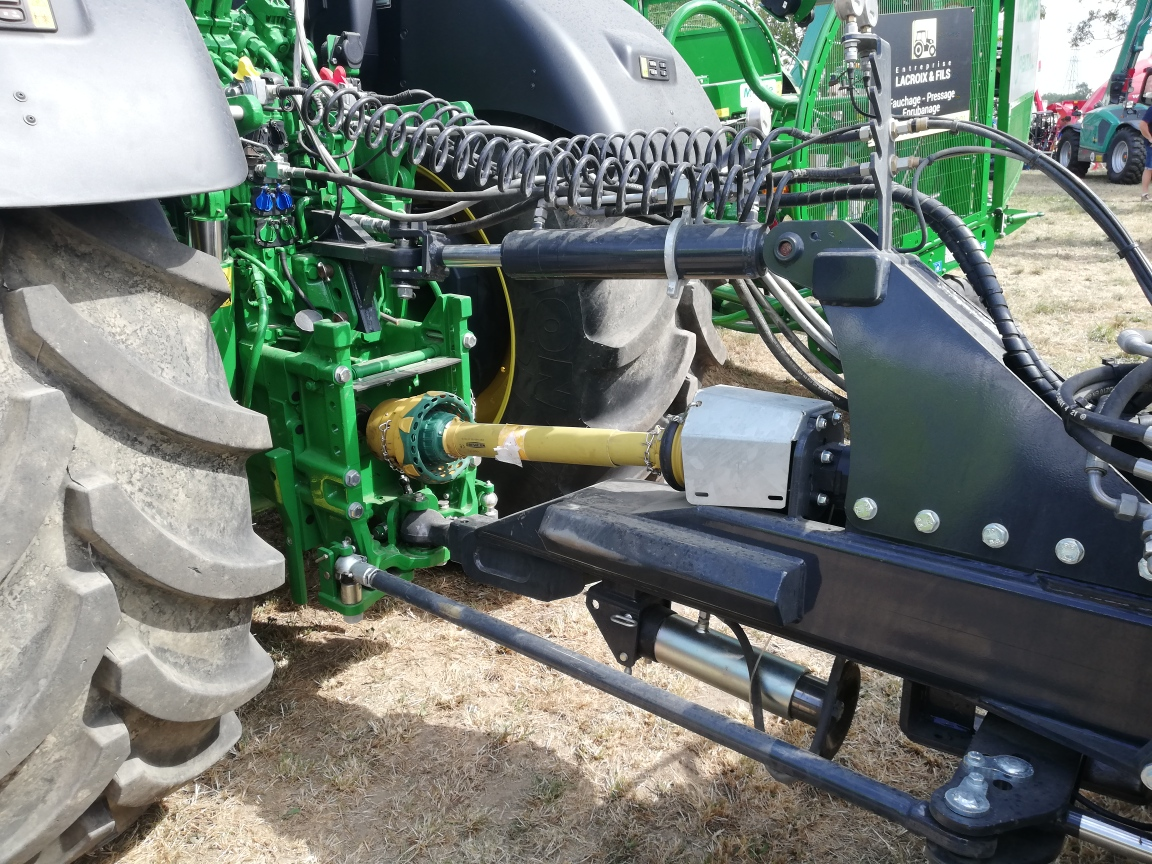
Heckanbauraum – Anhänger angehängt an Traktor mit K 80-Untenanhängung, Zwangslenkung, Zapfwelle und Topzylinder
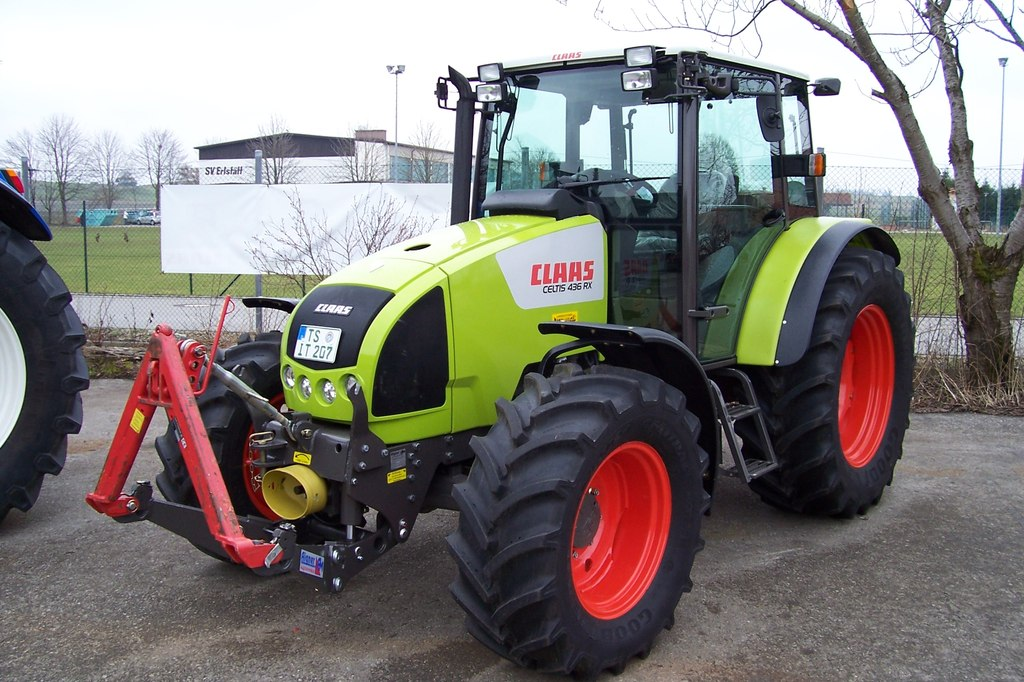
Frontanbauraum eines Claas Celtis 436 RX mit rotem Schnellkuppeldreieck am Frontkraftheber mit Frontzapfwelle
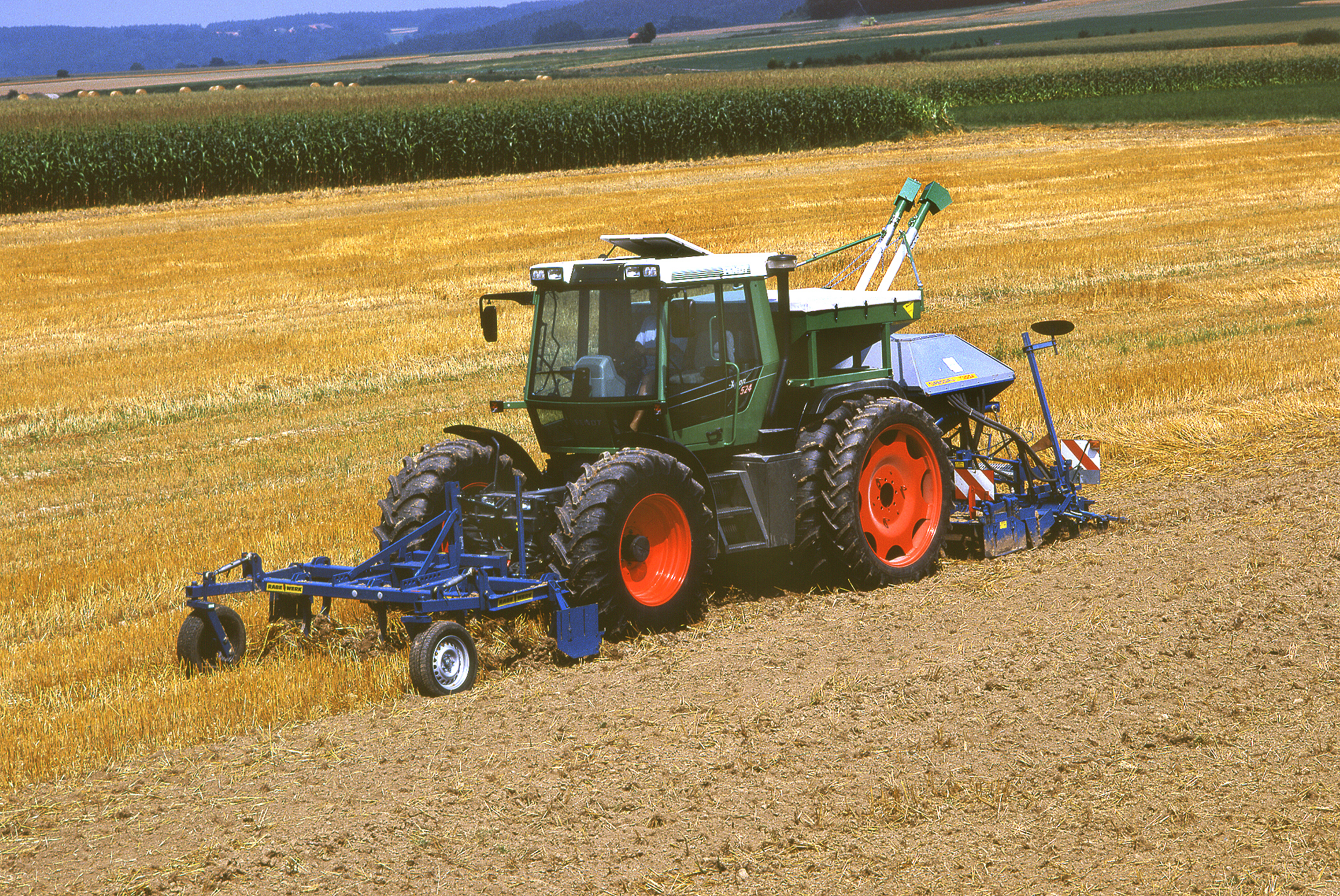
Fendt Xylon 524 – Ein Tracschlepper mit 4 Anbauräumen. Vorderer Anbauraum: Frontgrubber Anbauraum über der Vorderachse: frei Anbauraum über der Hinterachse: Saatgutbehälter Hinterer Anbauraum: Drillkombination

#### Anbau der Arbeitsgeräte und Anhänger

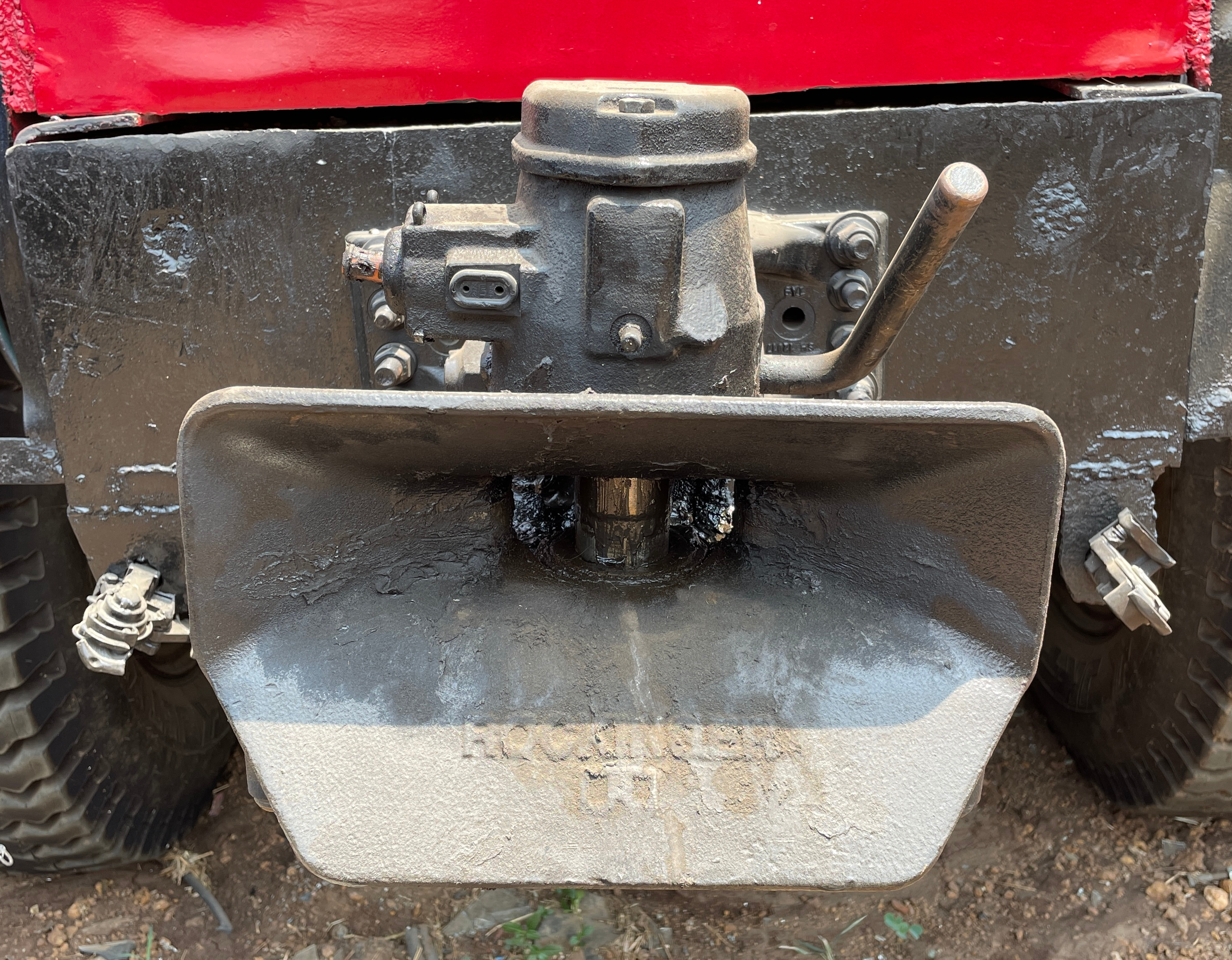
Automatische Bolzenkupplung

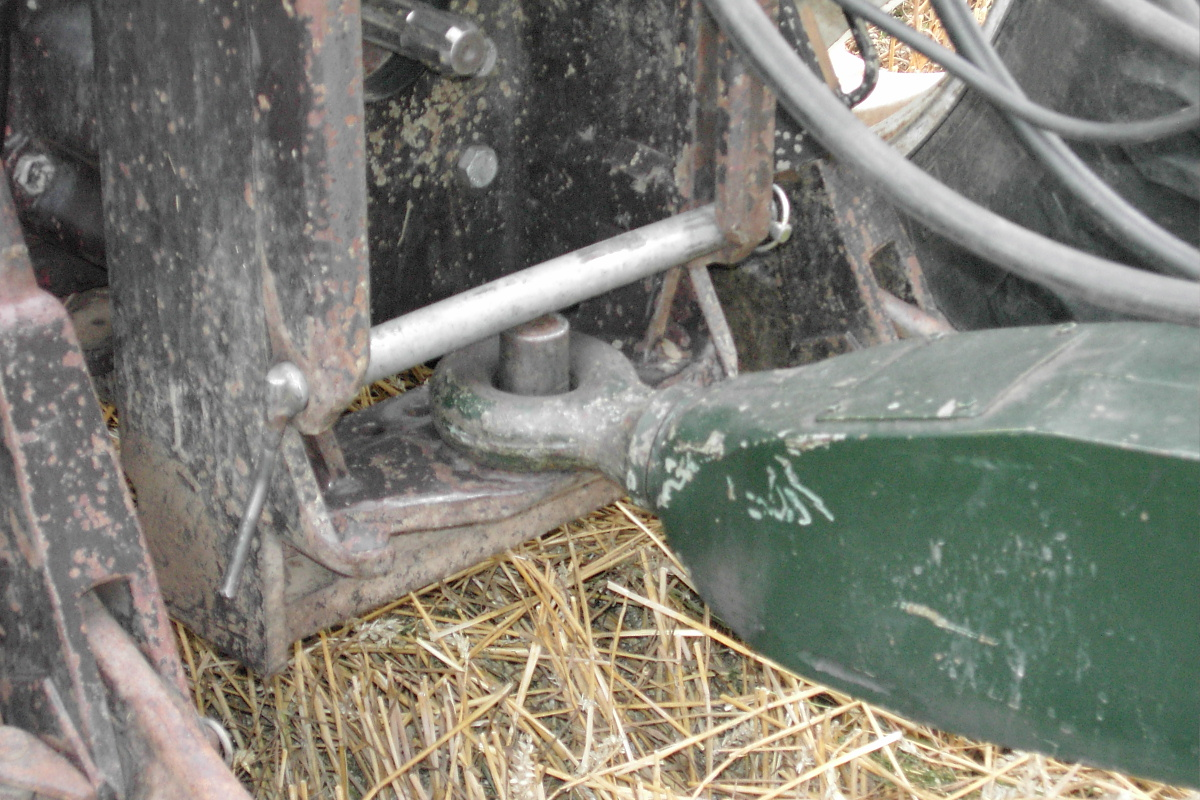
Piton-Fix-Anhängung

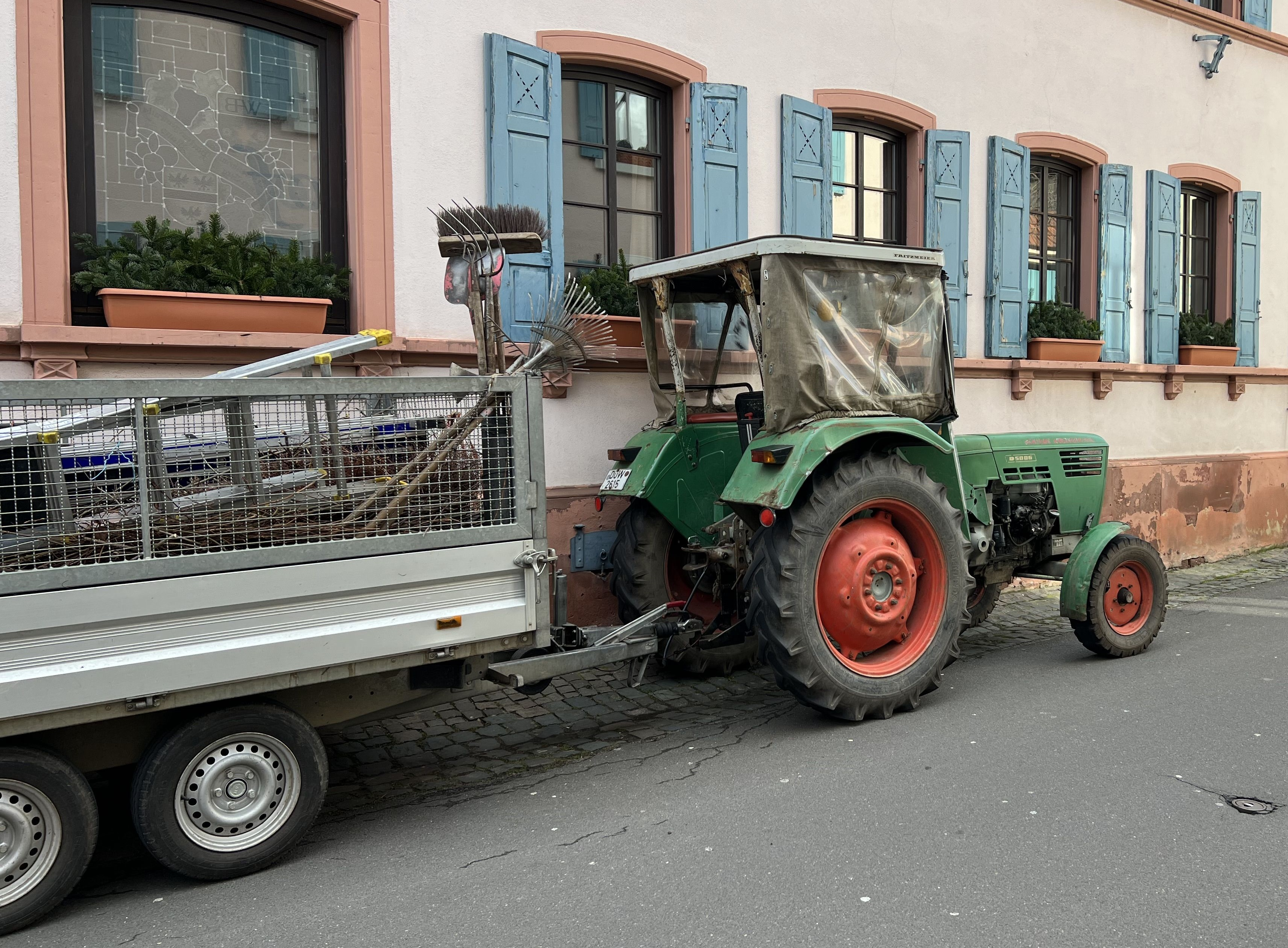
Traktor mit Pkw-Anhänger an der K 50 Kugelkopfkupplung

- Bolzenkupplung (vorn und hinten, meist nach Norm mit Nennmaß 40 mm)
- Zugpendel
- Hitchhaken
- Piton-Fix
- Kugelkopfkupplung K 50 (50 mm) für Pkw-Anhänger
- Kugelkopfkupplung K 80 (80 mm): Spielfreie Kupplungskugel ähnlich der Pkw-Anhängerkupplung, jedoch deutlich stabiler für bis zu 4 t Stützlast
  - Oft kombiniert mit einer K50 Kugelkopfkupplung an der die Lenkstange einer Anhänger-Zwangslenkung angekuppelt werden kann.
- Kugelkopfkupplung K 110 (110 mm) oder K 150 (150 mm) für Schwanenhalsahängung (Vergleichbar mit Sattelkupplung, jedoch beweglicher). Technische geeignet für bis zu 15 t Stützlast. Einsatz an großen Systemschleppern. Nicht weit verbreitet
- Sattelkupplung: Einsatz an großen Systemschleppern. Nicht weit verbreitet
- Dreipunkt-Kraftheber hinten (Heckhubwerk) und vorn (Fronthubwerk), mit Kugelgelenken (einfache Variante, vor allem früher verbaut) oder Fanghaken (bei aktuellen Fahrzeugen meist Standard)
  - Ackerschiene
  - Schnellkuppeldreieck (Weiste-Dreieck)
- Frontlader, vereinzelt auch Hecklader
- Kommunalanbauplatte
- Zwischenachsanbau: Für Balkenmäher- und Seilwindenanbauten sowie für Bearbeitungsgeräte bei Geräteträgern
- Geräte- und Traktorspezifische Verbindungen: Bei den Anbauräumen über und zwischen den Achsen haben sich keine standardisierten Aufnahmen durchgesetzt. Insbesondere hier werden je nach Traktor und Gerät spezielle Aufnahmen benötigt. Oft sind Geräte auch nur speziell für einzelne Traktortypen konzipiert.
- Fest verbaut: Forstausrüstung, Seilwinden und sonstige Spezialausrüstung werden häufig fest verbaut und machen einen Traktor zur selbstfahrenden Arbeitsmaschine.
- Zugkupplungen (insbesondere die Kugelkopfkupplung K 80) können mit einem Topzylinder ergänzt werden, um die Gewichtsverteilung des Zuges vorteilhaft zu beeiflussen. Unter anderem kann bei mangelnder Traktion Gewicht vom Anhänger auf die (angetriebene) Hinterachse der Zugmaschine verlagert werden.

#### Kraft- und Signalübertragung

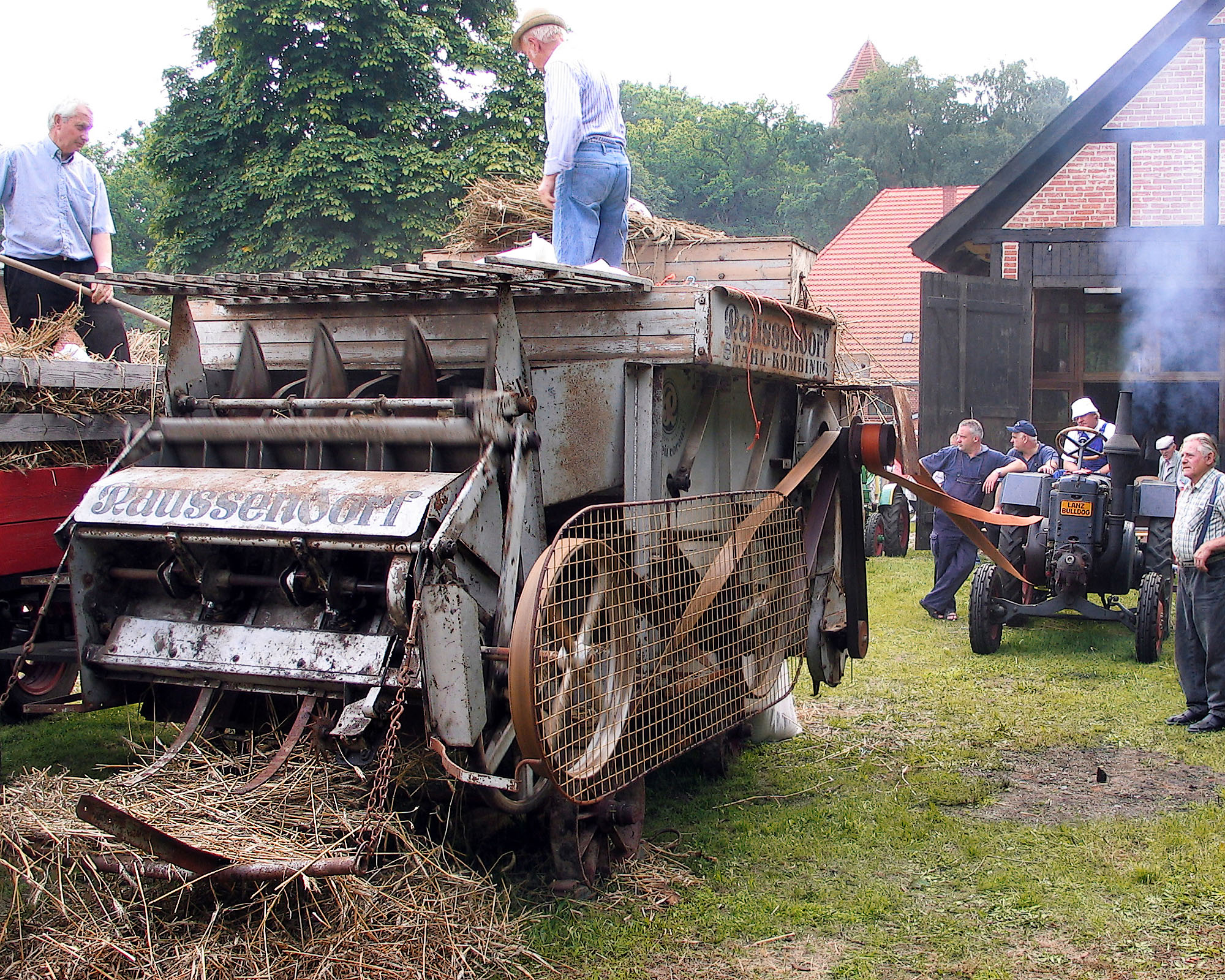
Lanz Bulldog mit Riemenscheibe zum Antrieb einer stationären Dreschmaschine

- Zapfwelle: Die vom Motor erzeugte Bewegungsenergie (Rotation) wird über Kurbelwelle und Zapfwellengetriebe mechanisch auf die angehängten/angebauten Geräte übertragen. Bei der (Motor-)Zapfwelle wird über ein Zwischengetriebe bei Bedarf eine Drehzahl von 540 oder 1000 Umdrehungen pro Minute geschaltet. Diese liegt in der Regel im Leistungsmaximum des Motors bei rund 2000 Motorumdrehungen. Ebenfalls erhältlich sind sogenannte Spar- oder ECO-Zapfwellendrehzahlen. Sie erreichen die 540-er oder 1000-er Normdrehzahl bereits bei kraftstoffsparenden 1600 Motorumdrehungen und eignen sich für leichtere Arbeiten wie zum Beispiel für Heuwender. Ein Sonderfall ist die 430-er Normdrehzahl, die bei 2000 Motorumdrehungen erreicht wird. Diese Drehzahl, die vor allem in Bergregionen angeboten wird, erlaubt den langsamen Antrieb eines Ladewagens im Heck bei gleichzeitigen 1000/min der Frontzapfwelle. So erhält das Frontmähwerk seine volle Drehzahl, während der Ladewagen im Heck mit seinem Förderaggregat (Pick-Up genannt) grasnarbenschonend langsam arbeitet.
  - Wegezapfwellen sind eine Sonderbauform der Zapfwelle. Mit ihnen ist der Antrieb der Achsen spezieller Anhänger möglich, um die Traktion des Zuges auf schwerem Gelände zu verbessern. So konnte die Zugkraft kleiner Traktoren der Nachkriegszeit zum Beispiel mit Einachs-Miststreuer besser genutzt werden. Die Drehzahl der Wegzapfwelle ist nicht direkt von der Motordrehzahl, sondern von Drehzahl der Getriebeausgangswelle abhängig (also vom gewählten Gang des Fahrgetriebes). Sie wird über die Fahrkupplung gekuppelt.
- Stromanschluss mit 12 Volt für geringverbrauchende Elektromotoren und Stellglieder sowie für Fahr- und Arbeitsbeleuchtung der Feldgeräte und Anhänger
- Moderne Anbaugeräte können über das standardisierte Bussystem ISOBUS an den Traktor angeschlossen werden. Sie werden dann über ein in den Traktor integriertes Bus-Terminal bedient und gesteuert, ohne dass für jedes Gerät ein gesondertes Bediengerät im Traktor montiert werden muss. Das Nachrüsten von älteren Traktor-Modellen mit ISOBUS-Terminals ist ebenfalls möglich.
- Stromanschluss mit Hochvolt 400-Volt-Stecker zum Antrieb von geringverbrauchenden Geräten wie Düngerstreuern. Bislang ist dieses Projekt des Herstellers John Deere noch nicht serienreif und nicht von Berufsgenossenschaften für den breiten Einsatz zugelassen.
- Hydraulikanschlüsse an den jeweiligen Anbauräumen, zum Antrieb und Ansteuerung von Motoren und Ventilen an Feldgeräten, Frontladern und Anhängern: Die Hydraulikpumpe des Traktors erzeugt einen Ölstrom, der die vom Traktormotor erzeugte Bewegungsenergie über Leitungen an fahrzeugeigene oder an den Feldgeräten angebaute Kraftwandler (einfach und doppelt wirkende Hubzylinder bzw. Hydraulikmotoren) überträgt. Außer herkömmlichen Zahnradpumpen finden immer mehr Axialkolbenpumpen Verbreitung, die nur bei Ansteuerung größere Antriebskräfte vom Motor verlangen.
- Hydraulikanschluss hinten zur Ansteuerung der hydraulischen Anhängerbremse. Dieses Verfahren ist in anderen EU-Ländern als Deutschland gängig und zulässig für Anhänger bis 8 Tonnen zulässigem Gesamtgewicht. In gewissen Ländern gibt es keine Gewichtsbegrenzung für hydraulisch gebremste Anhänger.
- Druckluftanschluss für die pneumatische Anhängerbremse: Heute besteht dieser Anschluss aus gelber Bremsleitung und roter Vorratsleitung und ist somit kompatibel zu Lkw-Anhängern. Bis in die 1980er Jahre war eine Einleitungs-Bremsanlage üblich, bei der ein schwarzer Bremsschlauch mit größerem Querschnitt alle Funktionen übernehmen musste. Mittlerweile hat diese Einleitungs-Bremsanlage nur noch Bestandsschutz in der Landwirtschaft, darf aber aus Sicherheitsaspekten nicht mehr an neuen Anhängern verbaut werden.
- Riemenscheibe zum Antrieb beispielsweise von Dreschmaschinen mit Transmissionsriemen, wie auch einer Vielzahl anderer Zusatzgeräten, wie Großmahlwerk, Dreschmaschine, Windfege, Ballenpresse, Heu- und Erntegutförderer, Feldhäcksler (Ernteguthäcksler), Steinbrecher, (Brennholz)-Kreissäge, Kegelspalter, Wasserpumpe, Werkstattmaschinen und anderen Maschinen per Flachriemen. Diese Energieübertragung war vornehmlich bei Traktoren bis etwa Baujahr 1955 zu finden.

## Anbaugeräte
Traktoren dienen nicht mehr nur als Zugmaschinen, sie können in ihren Anbauräumen verschiedenste Geräte ziehen, schieben, heben, tragen und antreiben.
| In der einfachsten Form dient der Traktor nur als Zugfahrzeug | Das Gerät wird gleichzeitig gezogen oder vom Traktor getragen und über die Zapfwelle oder hydraulisch angetrieben | Das Gerät wird stationär über die Zapfwelle oder die Hydraulik angetrieben, während der Traktor steht |
| --- | --- | --- |
| - Anhänger - Drillmaschine - Egge - Folienlegemaschine - Gabelheuwender - Gurkenflieger - Grubber - Hackmaschine - Ladewagen (Heulader) - Mähbinder - Packer - Pflug - Planierschild - Scraper oder auch Schürfwagen genannt, ein Anhänger, um Gelände einzuebnen - Sämaschine, siehe Drillmaschine - Sternradschwader (Heuma) - Striegel - Tankwagen, als Gülle-Zubringer - Tiefenlockerung Untergrundhaken, Tiefenlockerer - Transportmulde - Transportanhänger - Walze - Wiesenegge - defekte andere Fahrzeuge | - Anbaustapler - Aufbereiter (als eigenständiges Gerät) - Strohballenpresse - Ballensammler - Ballenwickelgerät - Ballenzange - Beetrüttelroder - Blockschneider - Düngerstreuer - Kreiselegge - Entblätterungsmaschine zur Entlaubung von Laubgehölzen in Baumschulen - Feldhäcksler - Feldspritze - Fräse - Frontlader - Futtermischwagen - Güllefass - Heuwender - Heuschwader - Kalkstreuer - Kartoffellegemaschine - Kartoffelroder - Kehrmaschine - Kreiselgrubber - Kreiselmäher - Ladewagen (Heulader) - Mähbalken - Mähbinder - Mähdrescher, gezogen - Mietenzudecker - Miststreuer - Mulcher - Pflanzmaschine - Rübenroder - Sämaschine, Einzelkornsämaschine oder Drillmaschine - Schneefräse - Siloverteiler - Steinsammler - Spatenmaschine - Strohverteilgeräte für Stalleinstreu bzw. aufgebaut für Erdbeeranbau - Überladewagen | - Ballenschneider - Ballenstechmaschine - Buschhacker - Erdlochbohrer - Großmahlwerk - Güllemixer - Holzspalter - Häcksler - Kreissäge - Melkmaschine, mobil - Notstromaggregat - Pfahlramme - Seilwinde - Trocknungsgebläse - Vakuumpumpe für Jauche oder Gülle - Wasserpumpe - Windfege |

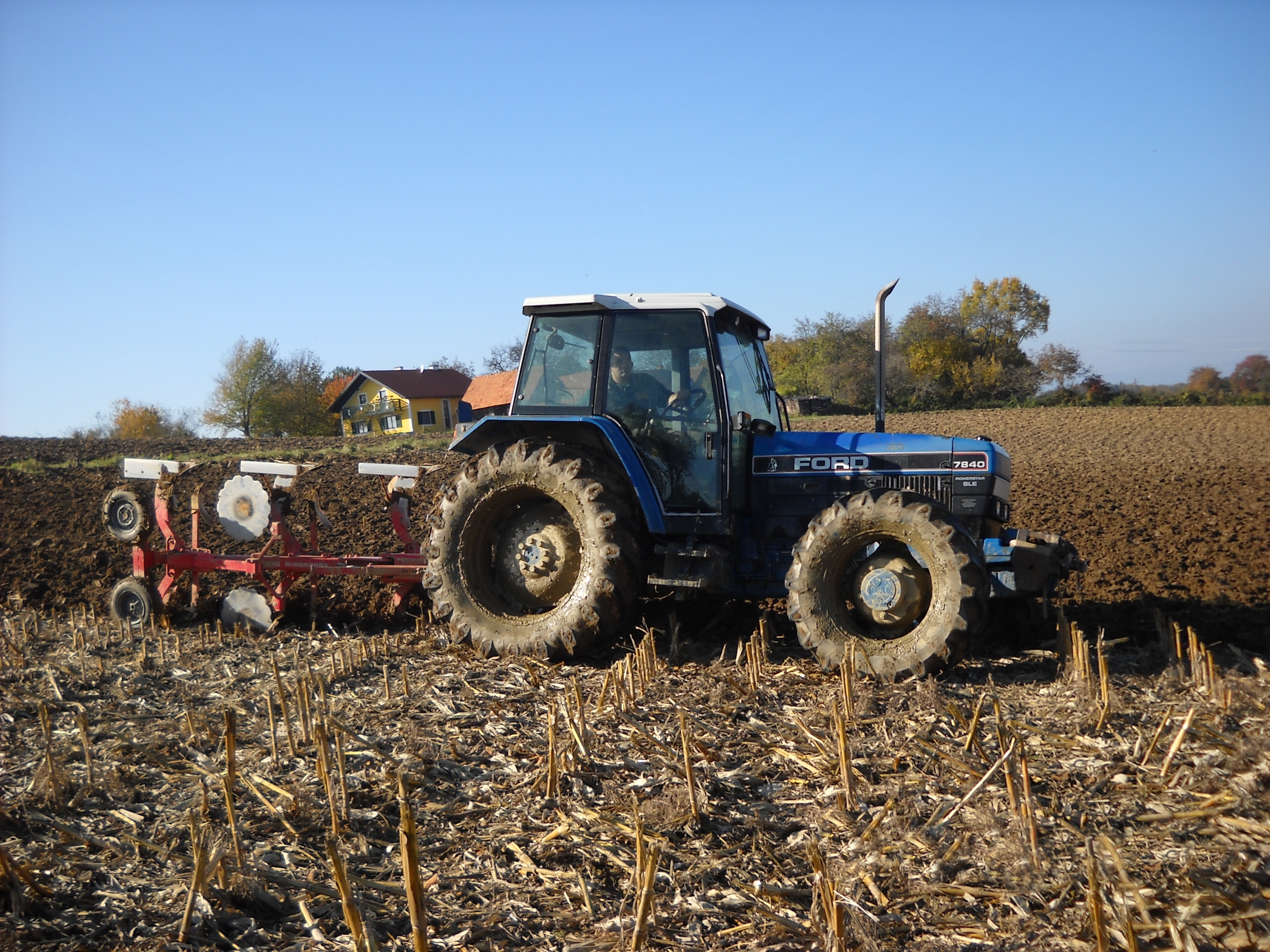
Traktor mit Wendepflug an der Dreipunkthydraulik

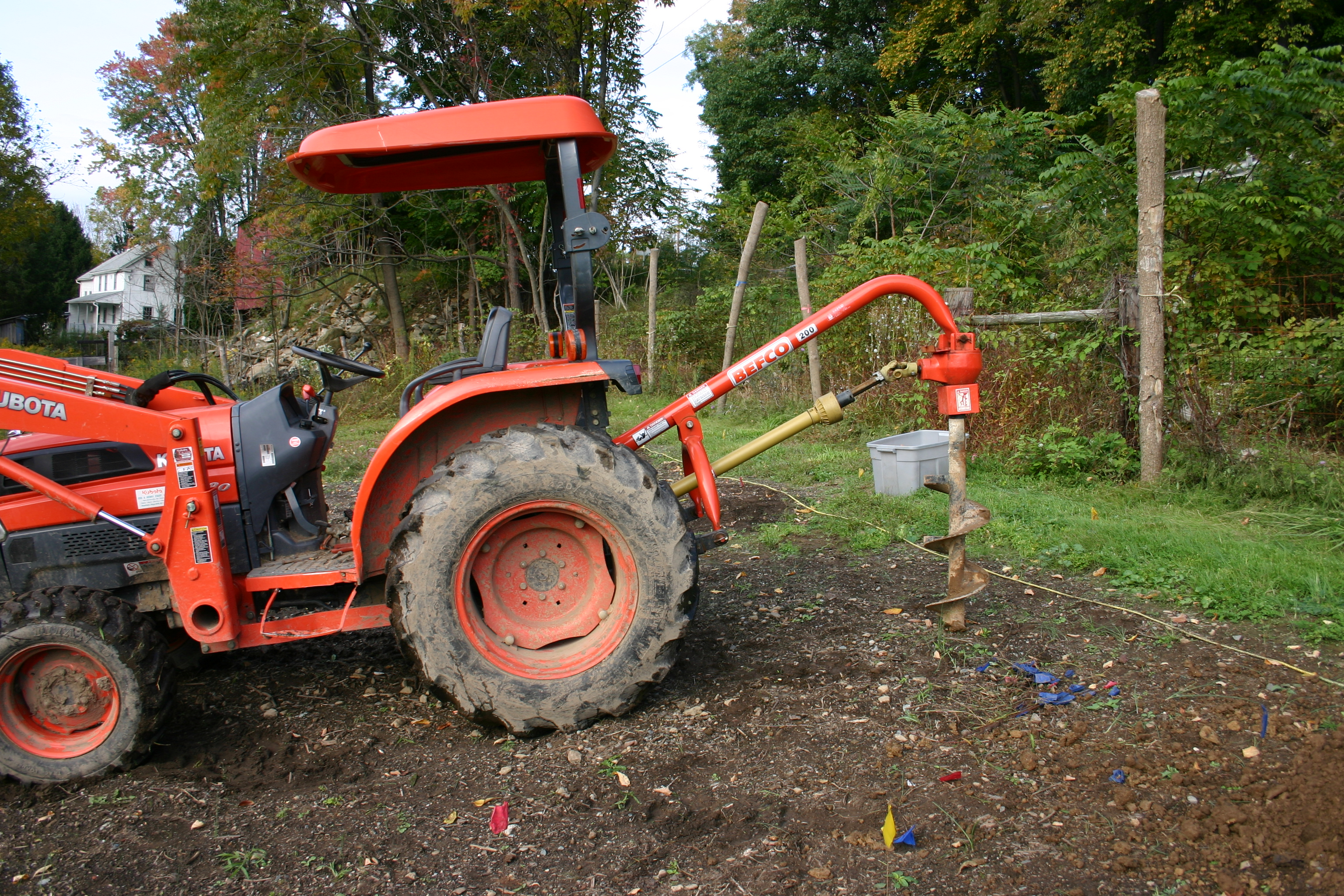
Erdlochbohrer, montiert in der Dreipunkthydraulik des Schleppers

Hinsichtlich der Anbringung am Traktor wird bei diesen Geräten unterschieden zwischen:
- Anbaugeräten, die (flexibel) in die Dreipunkthydraulik eingehängt werden und
- Aufbaugeräten, die (sehr belastbar) fest mit den Rahmen verbunden sind.

Aufbaugeräte finden sich zum Beispiel bei Traktoren mit forstspezifischen oder kommunalen Ausrüstungen (zum Beispiel Seilwinden, Polterschilde, Aufbaukräne- oder -bagger, Auslegermähausrüstungen). Derartige Traktoren bilden den Übergang zu selbstfahrenden Arbeitsmaschinen wie zum Beispiel Forstspezialschleppern.
Viele Geräte, die früher von einem Traktor angetrieben wurden, sind heute selbst so groß und speziell, dass sie sich als eigenständige selbstfahrende Arbeitsmaschinen durchgesetzt haben, wie zum Beispiel Mähdrescher, Feldhäcksler, Roder oder Forstschlepper.

## Traktoren im öffentlichen Straßenverkehr

### Lenkzeitüberwachung
Landwirtschaftlich genutzte Traktoren benötigen in der Regel keinen Tachographen, der die Lenk- und Ruhezeiten wie in Lkw aufzeichnet. In der Diskussion waren Tachographen bei Transporten für gewerblich geführte Biogasanlagen. Bei den teils Lkw-nahen Motorleistungen, den Abmessungen sowie Zug-Gesamtgewichten von 40 Tonnen bleibt eine Tachographenpflicht jedoch weiter in der Diskussion.

### Fahrerlaubnisrecht
Die Führerscheinklassen zum Betrieb landwirtschaftlichen Gerätes sind in Europa national geregelt. Sie gelten nicht international.

#### Deutschland
In Deutschland ist zum Führen eines Traktors zu land- und forstwirtschaftlichen Zwecken eine nationale Fahrerlaubnis der Klasse L (bis 40 km/h durch die Bauart bestimmte Höchstgeschwindigkeit, mit Anhänger bis 25 km/h) oder Klasse T (bis 60 km/h, auch mit Anhänger) erforderlich. Zu beachten ist, dass die oben genannten Fahrerlaubnisklassen nur zum Führen von entsprechenden Fahrzeugen gelten, wenn die Fahrt zu land- oder forstwirtschaftlichen Zwecken durchgeführt wird. Dies gilt für Fahrerlaubnisse, die seit dem 1. Januar 1999 erteilt wurden. Wurde eine vor diesem Datum erteilte Fahrerlaubnis umgeschrieben, so ist die Zweckbindung der Klasse L in der Regel durch Eintrag der Schlüsselzahl 174 aufgehoben. Für einen Einsatz zu land- oder forstwirtschaftlichen Zwecken sind die Klassen B(E), C1(E) sowie C(E) ebenfalls ausreichend, es sind jedoch die jeweiligen Beschränkungen hinsichtlich zulässigem Gesamtgewicht sowie Anzahl/Gewicht der Anhänger zu beachten.
Sollen mit Traktoren Fahrten durchgeführt werden, die nicht einem land- oder forstwirtschaftlichen Zweck dienen, so ist dafür die der zulässigen Gesamtmasse des Traktors entsprechende Fahrerlaubnisklasse B (bis 3,5 t), C1 (bis 7,5 t) oder C (über 7,5 t) erforderlich. Bei Anhängerbetrieb wird gegebenenfalls die entsprechende Anhängerfahrerlaubnisklasse BE, C1E oder CE benötigt.

#### Österreich
Hat die Zugmaschine eine Bauartgeschwindigkeit von nicht mehr als 10 km/h (und damit kein Kennzeichen), so gilt die Zugmaschine als Fuhrwerk und es ist keine Lenkberechtigung notwendig. Für schnellere Traktoren, deren Bauartgeschwindigkeit 50 km/h nicht übersteigt ist eine Lenkberechtigung bzw. Führerschein der Klasse F notwendig. Außerdem dürfen auch Anhänger über 750 kg Gesamtgewicht gezogen werden, ohne dass eine zusätzliche Lenkberechtigung benötigt wird.
Für Zugmaschinen mit höherer Bauartgeschwindigkeit als 50 km/h benötigt man entweder einen Führerschein der Klasse B (bei Zugmaschinen bis 3500 kg höchster zulässiger Gesamtmasse) oder Klasse C.
Die Lenkberechtigung der Klasse F gilt nur im Inland.

#### Schweiz
In der Schweiz ist es möglich, den Führerschein Kategorie G ab 14 Jahren zu erwerben. Dieser erlaubt das Führen von landwirtschaftlichen Motorfahrzeugen bis zu einer Geschwindigkeit von 30 km/h. Nach Teilnahme am Sonderkurs G40 ist es mit einem Alter von 14 Jahren erlaubt, mit dem Zugfahrzeug und Anhänger 40 km/h zu fahren. Dieser Kurs dauert zwei Tage und beinhaltet Theorie und Praxis. Ab 16 Jahren kann der Führerschein F erworben werden, der eine Maximalgeschwindigkeit von 40 km/h auch erlaubt. Schneller dürfen in der Schweiz landwirtschaftliche Fahrzeuge nicht fahren.
Beschränkungen bezüglich Gewicht der Fahrzeuge bzw. Anhänger gibt es dabei nicht. Die drei Kategorien G, G40 und F werden beim Erwerb der Kategorie B „geschenkt“.

### Unfallgeschehen von Traktoren im öffentlichen Straßenverkehr
Landwirtschaftliche Zugmaschinen (Traktoren) sind auf Deutschlands Straßen vergleichsweise selten anzutreffen. Daher ist ihre Beteiligung an Unfällen auch relativ gering. Bei Unfällen unter Beteiligung von Traktoren werden aber überdurchschnittlich viele Personen schwer verletzt oder getötet. Aus diesem Grund hat die Unfallforschung der Versicherer (UDV) untersucht, wo solche Unfälle sich unter welchen Umständen mit Schlepperbeteiligung ereignen. Hierzu wurde eine Unfalldatenbank mit 1010 Unfällen der Jahre 2006 bis 2008 aus ganz Deutschland aufgebaut und analysiert. Es zeigte sich, dass sich schwere Unfälle mit Traktoren vor allem außerorts ereignen und bezogen auf die Gesamtbevölkerung überdurchschnittlich viele junge Fahrer an diesen beteiligt sind. Unfallschwerpunkte sind Kreuzungen, Einmündungen (zum Beispiel an Feldwegen), Kurven sowie Grundstücksein- und -ausfahrten. Vor allem die Unfälle mit Motorrädern enden häufig sehr schwer.
Um Unfälle mit landwirtschaftlichen Zugmaschinen abzuschwächen oder ganz zu vermeiden, empfiehlt die UDV eine bessere Schulung junger Traktorfahrer. Ferner sollten alle Verkehrsteilnehmer besser über das besondere Unfallrisiko mit Traktoren aufgeklärt werden. Das Signalbild von Traktoren mit und ohne Anhänger müsse verbessert werden, beispielsweise durch die Zulassung von Rundum-Leuchten, Reflexfolien, Begrenzungsleuchten und Konturmarkierungen. Heckleuchten und Blinker sollten sowohl größer als auch stabiler sein.

## Traktoren als Hobby

### Oldtimerfreunde

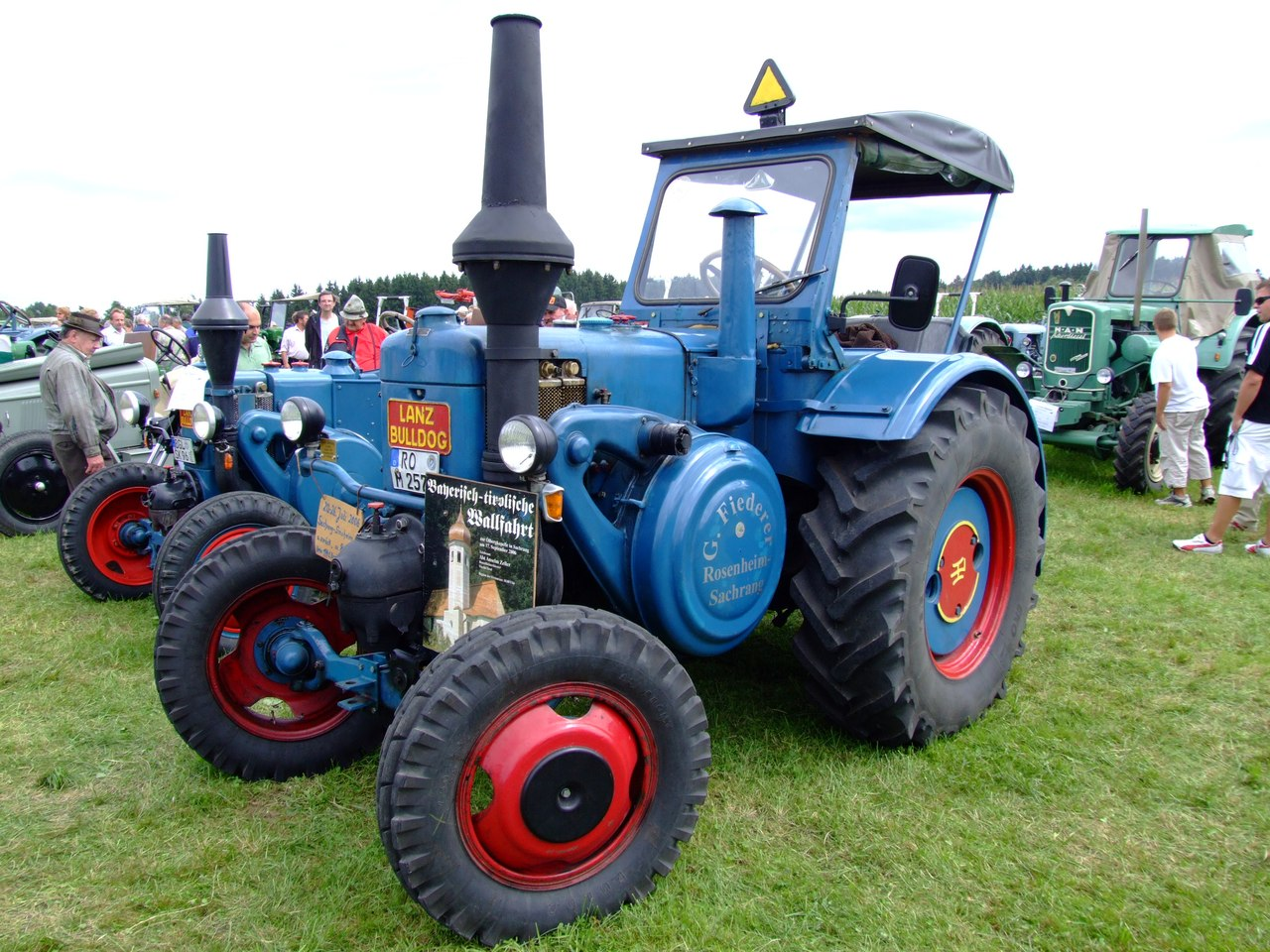
Lanz D8506 und diverse andere Traktoren auf einem Schleppertreffen im Jahr 2006

Etwa seit den 1970er Jahren finden sich in Deutschland und Österreich verstärkt Traktorliebhaber, die alte Traktoren und die dazugehörigen Anbaugeräte restaurieren und wieder fahrfähig machen. Die Traktorliebhaber finden sich oft in Interessengemeinschaften oder eingetragenen Vereinen zusammen, die Traktortreffen mit diversen Vorführungen und Ausfahrten in den jeweiligen Regionen organisieren. Die Vereine nennen sich meist Traktorfreunde, Bulldogfreunde, Freunde alter Landmaschinen usw. und sind teils markenbezogen (Lanz, Eicher, Hanomag, Belarus, Fortschritt, Deutz, Fahr, Fendt, Güldner, Porsche, McCormick, Unimog, Schlüter usw.)
In Österreich gibt es Traditionsvereine, die speziell eines der ersten Modelle von Steyr, sammeln und pflegen, den so genannten 15-er, der erstmals Ende der 1940er Jahre bis in die 1960er Jahre gebaut wurde.

### Traktorpulling/Treckertreck
Besonders hohe Leistungen weisen sogenannte Sporttraktoren auf, die für das Tractorpulling eingesetzt werden, eine Motorsportart, die im 20. Jahrhundert in USA aufkam und sich Anfang der 1980er Jahre auch über Europa ausbreitete. Beim Tractor Pulling geht es darum, einen Bremswagen, der seinen Zugwiderstand streckenabhängig erhöht, auf einer 100 m Piste möglichst weit zu ziehen. In der Freien Klasse liegen die Leistungen der Traktoren bei bis zu 7400 kW (10.000 PS).

### Fachpresse
Die zunehmende Sammelleidenschaft für historische Landmaschinen in der Bevölkerung zog auch die Ausgabe diverser Fachzeitschriften nach sich, die nach langer Dominanz klassischer Vereinsnachrichten den Markt um professionelle journalistische Produkte bereicherten. Diese Publikationen sind meist im Bahnhofsbuchhandel erhältlich. Sie informieren im Zeitschriftenformat und in Farbe über Restaurierungsprojekte, Vereinsaktivitäten, Schleppertreffen und vieles mehr.
Führende Zeitschriften:
- Schlepperpost (Verlag Klaus Rabe)
- Oldtimer Traktor (VF Verlagsgesellschaft mbH) – vereinigt mit „AgroClassic“
- Traktor Classic (Geramond)

Diese Zeitschriften machen ihre Inhalte allerdings kaum im Internet verfügbar. In diese Bresche springen (vor allem im englischsprachigen Raum) unabhängige Journalisten, die ihre Reportagen zum Beispiel in Form von Blogs zugänglich machen.
Für aktuelle Landtechnik sind die führenden Zeitschriften:
- profi (Landwirtschaftsverlag Münster)
- top agrar (Landwirtschaftsverlag Münster)
- DLZ
- sowie die landwirtschaftlichen Wochenblätter wie die LZ Rheinland
- boerderij.nl
- farmers weekly
- mechanisatie.nl

## Siehe auch

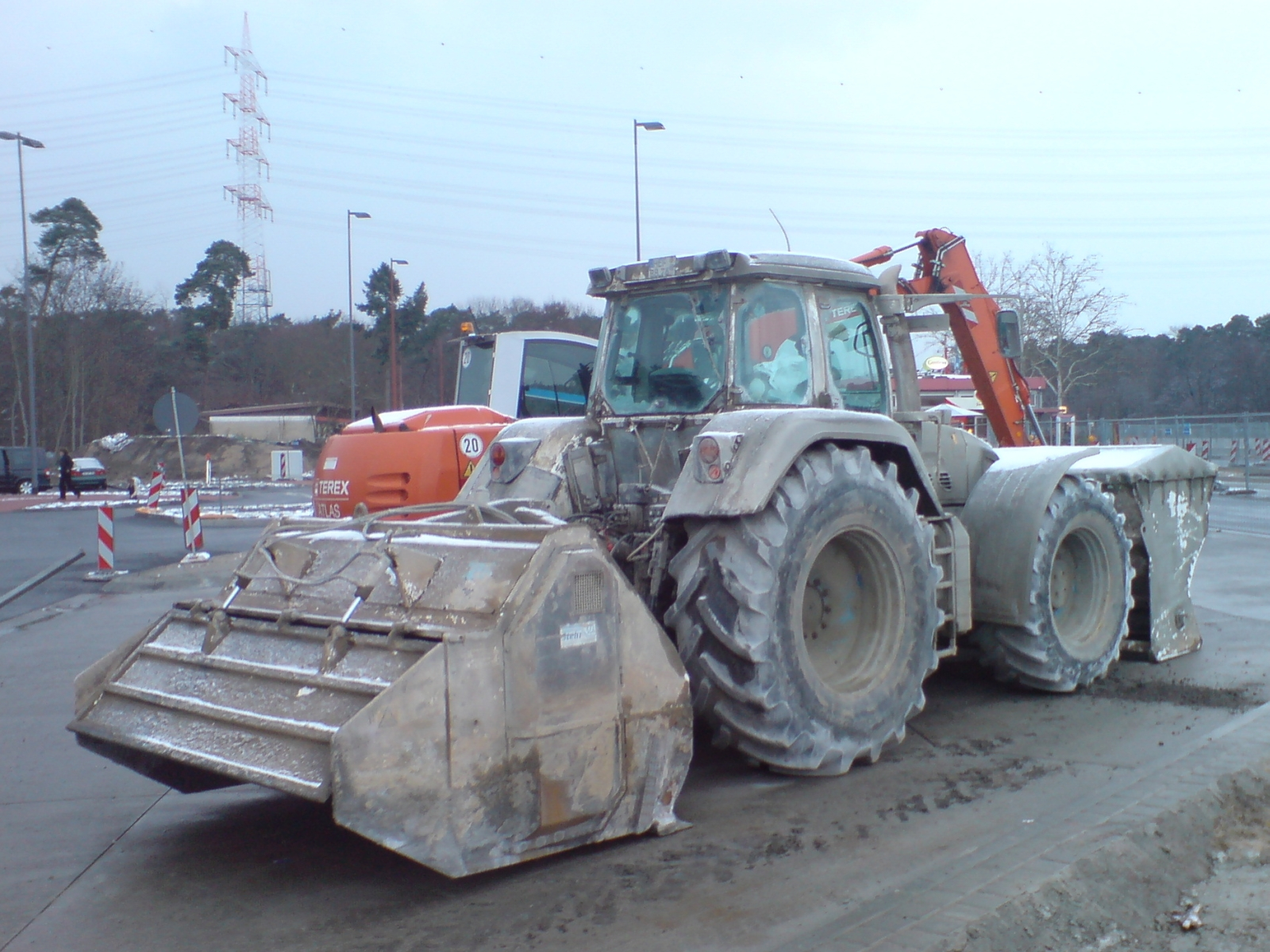
Fendt Traktor im Straßenbau

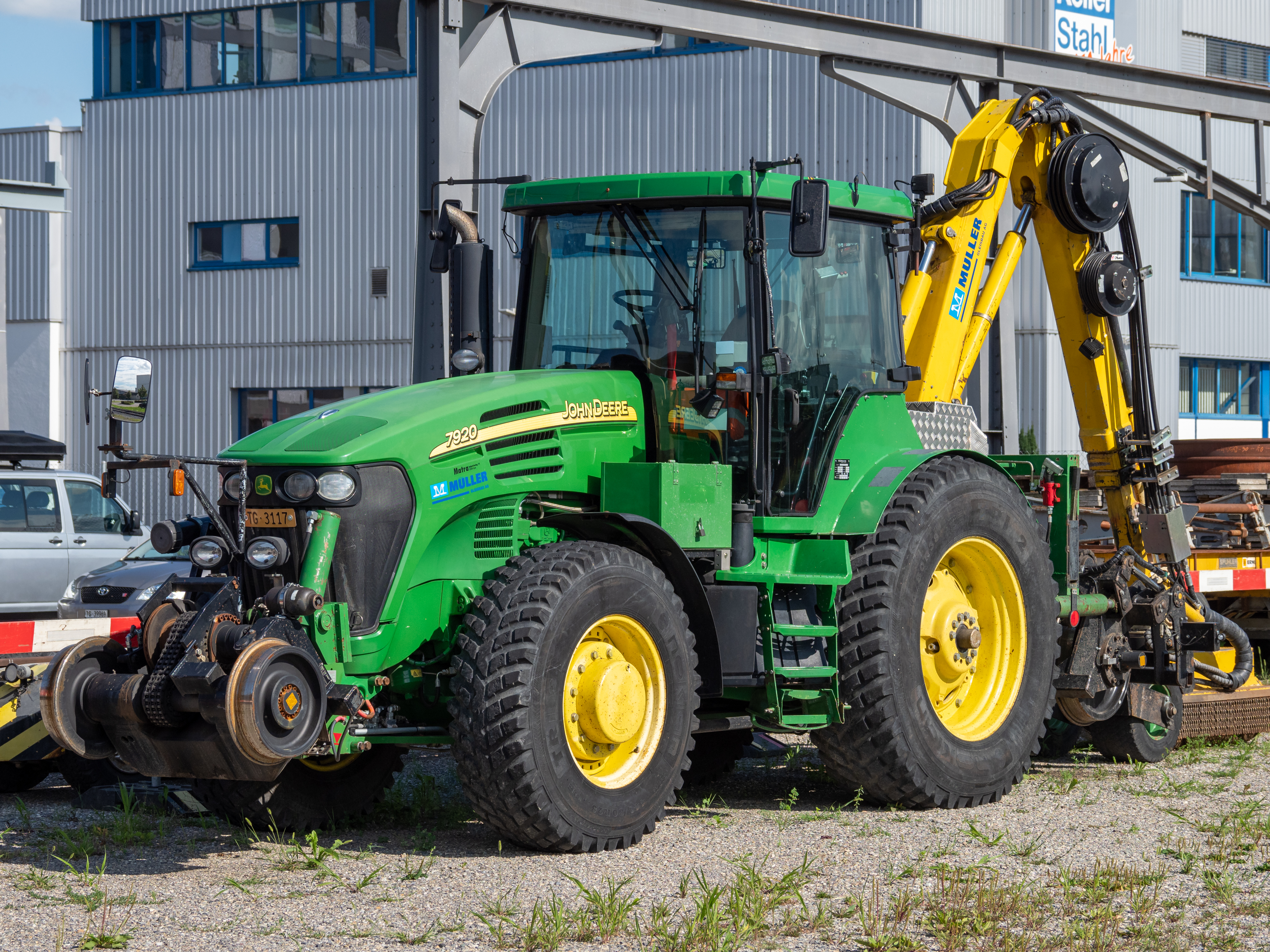
John Deere 7920 als Zweiwegefahrzeug für den Gleisbau

### Traktormarken
- Liste von Traktormarken

### Heutige Agrartechnikkonzerne
- Allis-Gleaner Corporation (AGCO)
- Argo Tractors
- Case-New Holland
- Claas
- John Deere
- Kubota
- SAME Deutz-Fahr

### Sonstiges
- Liste landwirtschaftlicher Geräte und Maschinen

## Philatelistisches
Mit dem Erstausgabetag 5. August 2021 gab die Deutsche Post AG drei Sonderpostwertzeichen in der Serie Für die Jugend Historische Nutzfahrzeuge – Traktoren heraus. Markenmotive sind der Porsche Diesel Master 1958, der Bergmann Gaggenau 1906 und der Lanz Knicklenker 1923. Die Entwürfe stammen von der Grafikerin Nadine Nill (tchin tchin) aus Mössingen.